# Història de les biblioteques

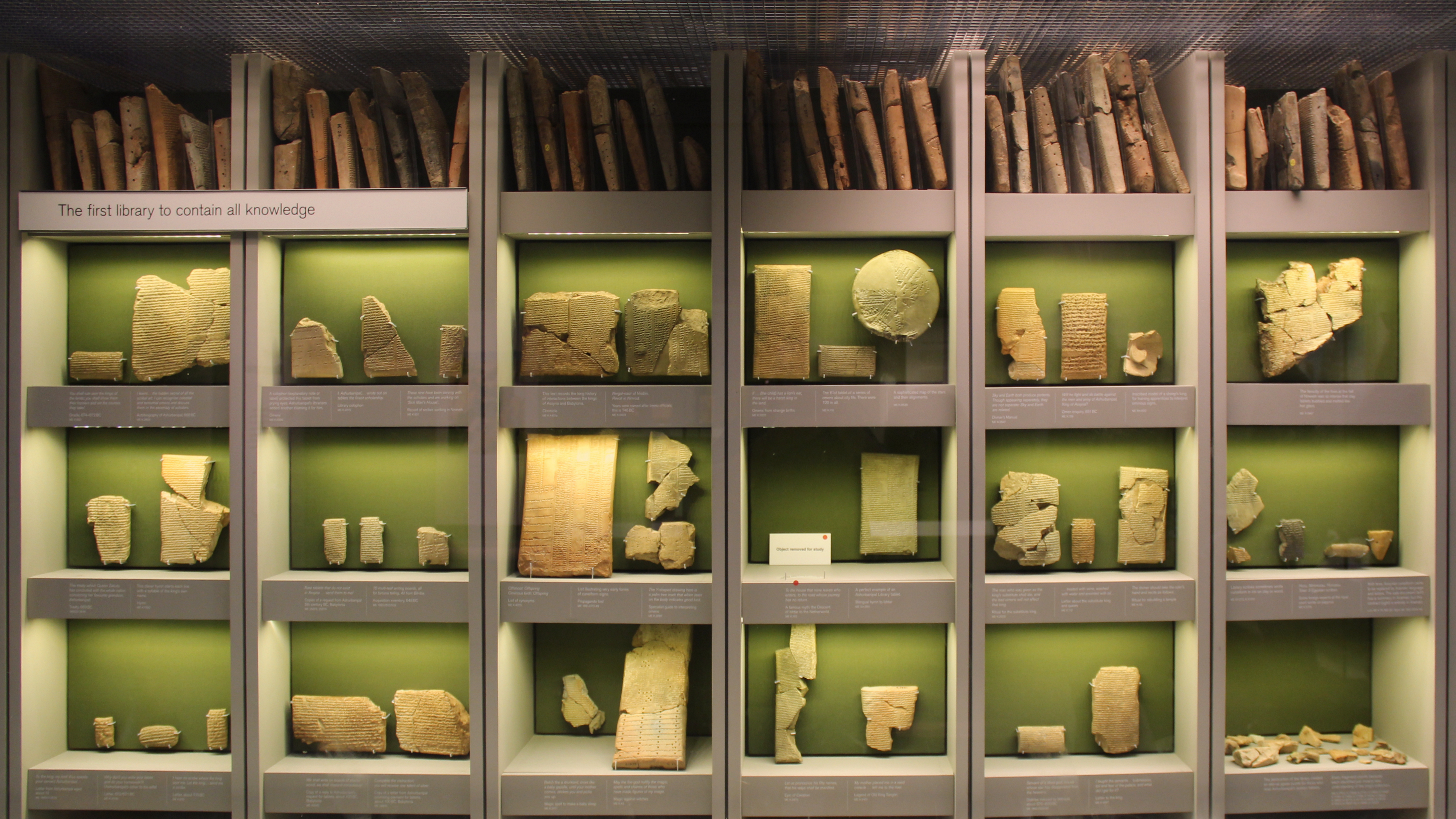
Biblioteca d'Assurbanipal del

La història de la biblioteca és la disciplina acadèmica dedicada a l'estudi de la història de les biblioteques; és un subcamp de biblioteconomia i història.
La història de les biblioteques va començar amb els primers esforços per organitzar col·leccions de documents. Els temes d’interès inclouen l'accessibilitat a la col·lecció, l'adquisició de materials, l'arranjament i les eines de cerca, el comerç del llibre, la influència de les propietats físiques dels diferents materials d’escriptura, la distribució del llenguatge, el paper en l'educació, els nivells d’alfabetització, els pressupostos, la dotació de personal, les biblioteques per a públics especialment orientats, el mèrit arquitectònic, els patrons d'ús i el paper de les biblioteques en el patrimoni cultural d'una nació, i el paper del patrocini governamental, eclesiàstic o privat. Des dels anys seixanta, sorgeixen qüestions d’informatització i digitalització.

## Primeres biblioteques

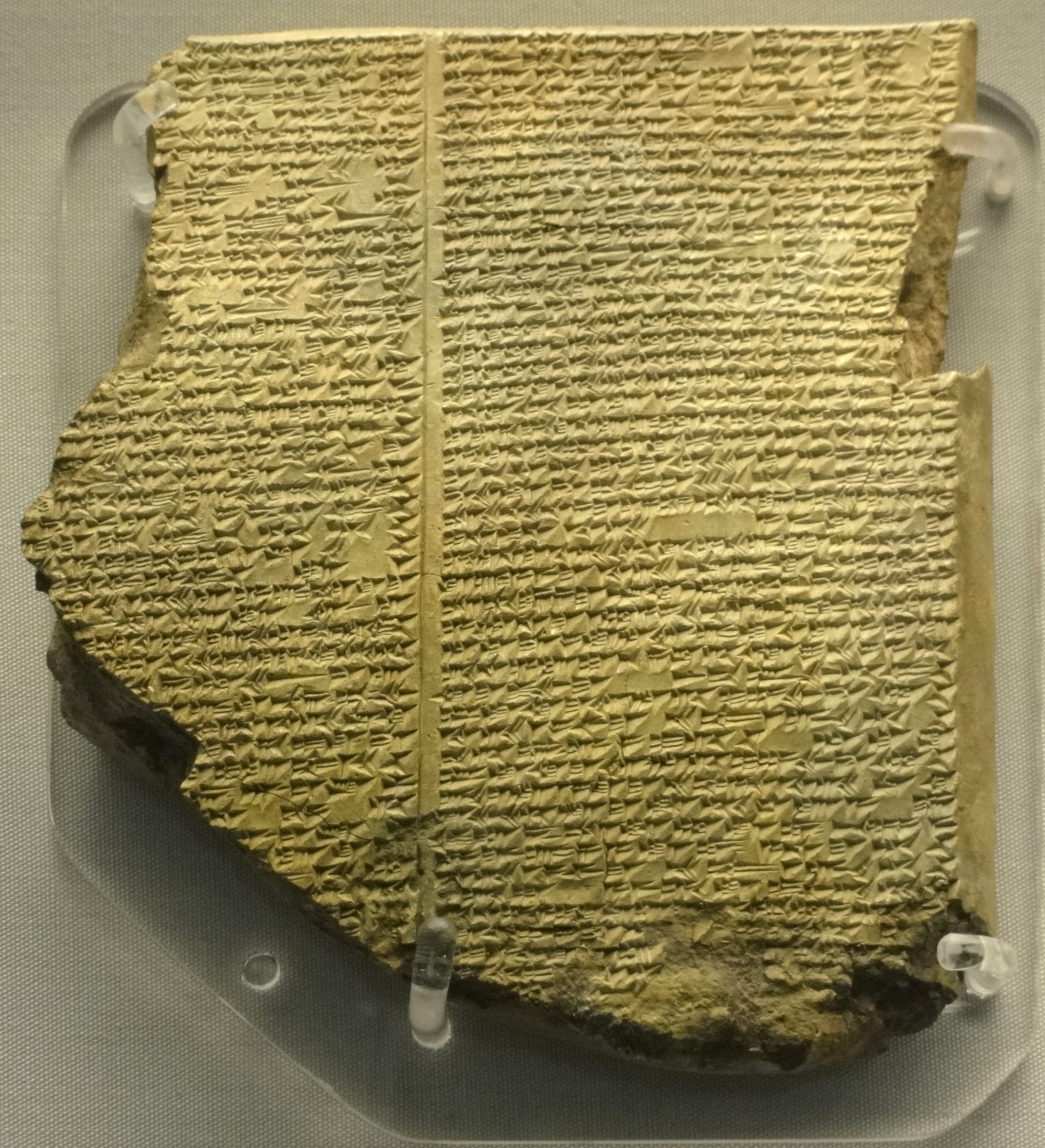
Tauleta de la Biblioteca d'Ashurbanipal que conté part de l'Epopeia de Gilgamesh.

Les primeres biblioteques consistien en arxius de la primera forma d’escriptura: les tauletes d’argila amb escriptura cuneïforme descobertes a les habitacions del temple de Sumer, algunes datades del 2600 aC. Les tauletes de prop d’una polzada de gruix tenien diverses formes i mides. Es col·locava argila en forma de fang als marcs de fusta i s'allisava la superfície per escriure i es deixava assecar fins que estigués només humida. Després d’haver estat escrita, l'argila s'assecava al sol o per obtenir un acabat més dur, es coïa al forn. Per a l'emmagatzematge, les tauletes es podien apilar a la vora, un al costat de l'altre, el contingut descrit per un títol escrit a la vora que donava cap a fora i que es veia fàcilment. Les primeres biblioteques van aparèixer fa cinc mil anys al Creixent Fèrtil del sud-oest asiàtic, una àrea que anava des de Mesopotàmia fins al Nil a l’Àfrica. Conegut com el bressol de la civilització, el Creixent Fèrtil va ser el lloc de naixement de l'escriptura, abans del 3000 aC. (Murray, Stuart AP) Aquests arxius, que consistien principalment en registres de transaccions o inventaris comercials, marquen el final de la prehistòria i l'inici de la història.
Les coses eren molt iguals en els registres del govern i del temple dels papirs de l'antic Egipte. Els primers arxius privats descoberts es van guardar a Ugarit; a més de correspondència i inventaris, els textos de mites poden haver estat textos pràctics estandarditzats per ensenyar nous escribes. També hi ha proves de biblioteques a Nippur cap al 1900 aC i les de Nineveh cap al 700 aC que mostren un sistema de classificació de biblioteques.
A Nínive s'han descobert més de 30.000 tauletes d'argila de la Biblioteca d'Ashurbanipal proporcionant als erudits moderns una riquesa sorprenent de treballs literaris, religiosos i administratius mesopotàmics. Entre les troballes es trobaven l'Enuma Elish, també coneguda com l'Epopeia de la Creació, que representa una visió tradicional de la creació babilònica, l'Epopeia de Gilgamesh, una àmplia selecció de "textos de presagi" que inclouen Enuma Anu Enlil que "contenia auguris relacionats amb la lluna, la seva visibilitat, els eclipsis i la conjunció amb els planetes i les estrelles fixes, el sol, la seva corona, taques i eclipsis, el temps, és a dir, els llamps, els trons i els núvols, i els planetes i la seva visibilitat, aspecte, i estacions", i textos astronòmics / astrològics, així com llistes estàndard utilitzades per escribes i acadèmics com llistes de paraules, vocabularis bilingües, llistes de signes i sinònims i llistes de diagnòstics mèdics.
Les tauletes s'emmagatzemaven en diversos contenidors, com ara caixes de fusta, cistelles teixides de canyes o prestatges de fang. Les "biblioteques" es van catalogar mitjançant colofons, que són una empremta de l'editor a la columna vertebral d'un llibre o, en aquest cas, una tauleta. Els colofons van indicar el nom de la sèrie, el títol de la tauleta i qualsevol informació addicional que l'escrivà necessitava indicar. Finalment, les tauletes de fang es van organitzar per tema i mida. Malauradament, a causa de l'espai limitat de les prestatgeries, quan es van afegir més tauletes a la biblioteca, es van retirar les més antigues, motiu pel qual falten algunes tauletes a les ciutats excavades de Mesopotàmia.
Segons la llegenda, el mític filòsof Laozi era el guardià de llibres de la primera biblioteca de la Xina, que pertanyia a la dinastia Imperial Zhou. A més, l'evidència de catàlegs trobats en algunes biblioteques antigues destruïdes il·lustra la presència de bibliotecaris.

## Època clàssica
A l'Època clàssica a Pèrsia a l'època de l'Imperi Aquemènida (550-330 aC) era la llar d'algunes biblioteques destacades que complien dues funcions principals: mantenir els registres de documents administratius, per exemple, transaccions, ordres governamentals i assignació pressupostària dins i entre les satrapies i l'estat central governant; i la col·lecció de recursos sobre diferents conjunts de principis, com ara ciències mèdiques, astronomia, història, geometria i filosofia.
L'any 1933, la Universitat de Chicago va excavar una impressionant col·lecció de tauletes d'argila a Persèpolis que indicaven magistralment els aquemènides en registrar, classificar i emmagatzemar una àmplia gamma de dades. Es creu que aquest arxiu és una columna vertebral administrativa del seu sistema de govern a tot el vast territori de Pèrsia. Les tauletes al forn estan escrites en tres idiomes principals: persa antic, elamita i babilònic. Els textos cuneïformes cobreixen diversos continguts, des de registres de vendes, impostos, pagaments, detalls del tresor i emmagatzematge d'aliments fins a aspectes socials, artístics i filosòfics notables d'una vida ordinària a l'imperi. Aquesta inestimable col·lecció de tauletes, coneguda com a Arxiu de Fortificació de Persèpolis, és propietat de l’Iran. Una part d’aquest impressionant arxiu de la biblioteca es conserva a l’Iran, mentre que una porció important encara està en mans del Chicago Oriental Institute com a préstec a llarg termini per estudiar, analitzar i traduir.
Alguns erudits creien que els recursos massius d’arxius i recursos de diferents corrents científics eren transferits de les principals biblioteques de Pèrsia a Egipte després de la conquesta d'Alexandre III de Macedònia. Els materials es van traduir més tard al llatí, l'egipci, el copte i el grec i van configurar un notable conjunt de ciències a la Biblioteca d'Alexandria. Es diu que la resta va ser cremada pels militants d’Alexandre.
Esfahan, Jey, anomenat Sarouyeh, que les antigues dinasties iranianes utilitzaven per emmagatzemar col·leccions de llibres i manuscrits preciosos. Almenys tres erudits islàmics, Al-Biruní, Abu-Màixar al-Balkhí i Hamza al-Isfahaní, han nomenat aquesta biblioteca oculta a les seves obres. Les mateixes referències afirmaven que aquest tresor descobert a l’Islam primitiu i que els valuosos llibres eren seleccionats, combinats i es traslladaven a Bagdad per a la seva posterior lectura i traducció. Segons van informar els observadors, en el moment de desenterrar l'arxiu, l'alfabet dels manuscrits era totalment desconegut per a la gent normal.

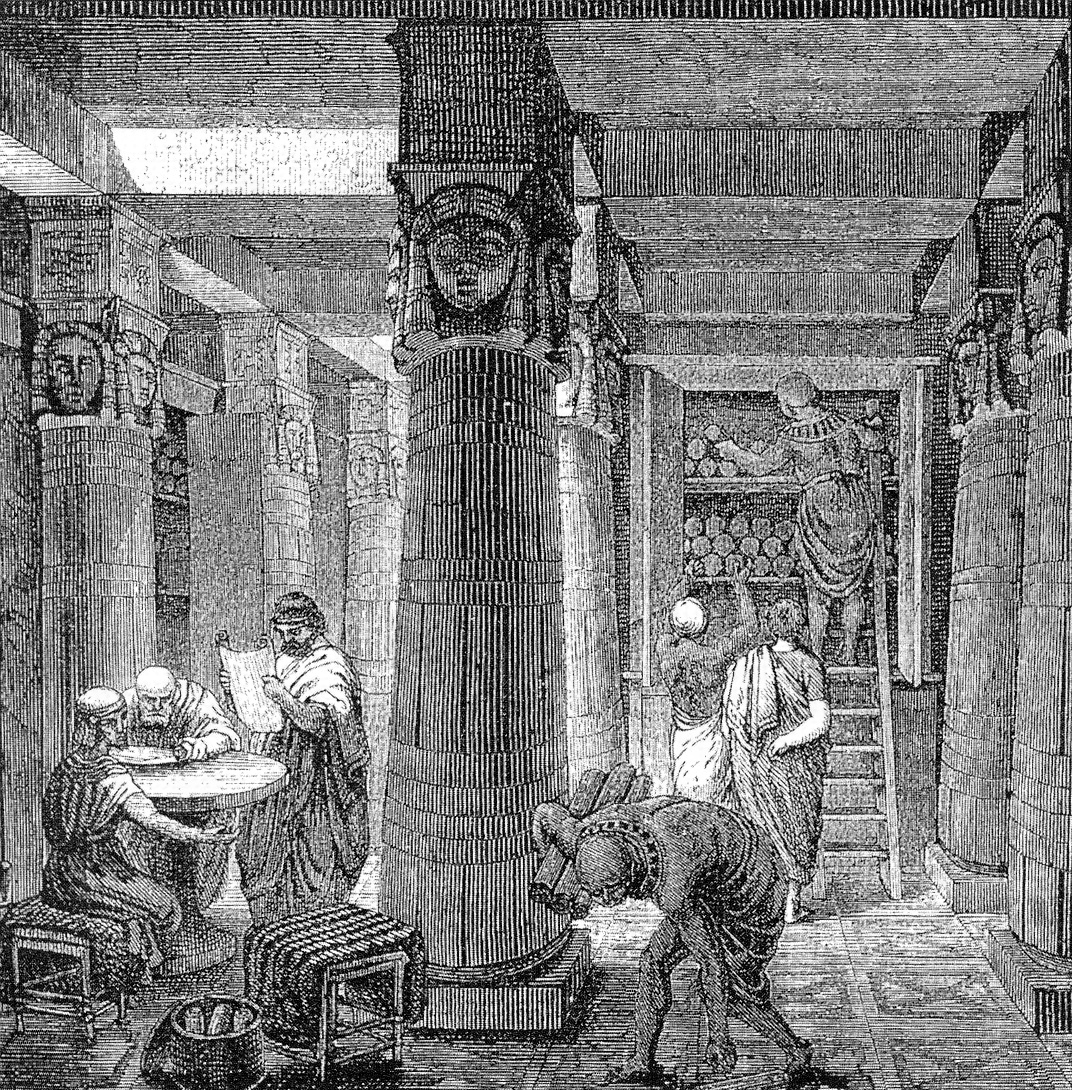
Representació artística de la Biblioteca d'Alexandria, basada en algunes evidències arqueològiques

La Biblioteca d'Alexandria, a Egipte, era la biblioteca més gran i significativa del món antic. Va florir sota el patrocini de la dinastia ptolemaica i va funcionar com un gran centre de formació des de la seva construcció al segle iii aC fins a la conquesta romana d'Egipte el 30 aC La biblioteca va ser concebuda i oberta durant el regnat de Ptolemeu I Soter (323-283 aC) o durant el regnat del seu fill Ptolemeu II (283-246 aC). Un primer sistema d'organització estava en vigor a Alexandria.
La Biblioteca de Cels a Efes, Anatòlia, ara part de Selçuk, Turquia, va ser construïda en honor del senador romà Tiberi Julius Celsus Polemaeanus (acabat el 135 dC) pel fill de Celsus, Tiberi Julius Aquila Polemaeanus (cònsol, 110). La biblioteca es va construir per emmagatzemar 12.000 pergamins i per servir de tomba monumental a Celsus. Les ruïnes de la biblioteca estaven amagades sota les restes de la ciutat d’Efes, que va quedar deserta a la primera edat mitjana. El 1903, les excavacions austríaques van conduir a aquest amagat amuntegament de runa que s'havia esfondrat durant un terratrèmol. El fill del donant va construir la biblioteca per honorar la memòria del seu pare i es va començar a construir cap al 113 o el 114. Actualment, els visitants només veuen les restes de la façana de la biblioteca.
Les biblioteques privades o personals formades per llibres escrits (a diferència dels registres estatals o institucionals guardats als arxius) van aparèixer a la Grècia clàssica al segle v aC. Els famosos col·leccionistes de llibres de l'Antiguitat Hel·lenística van ser llistats a la fi del segle ii a Deipnosophistae. Totes aquestes biblioteques eren gregues; els comensals cultivats hel·lenitzats a Deipnosophistae passen en silenci per sobre de les biblioteques de Roma. A l’època d’August, hi havia biblioteques públiques a prop dels fòrums de Roma: hi havia biblioteques al Porticus Octaviae, prop del teatre de Marcel, al temple d’Apol·lo Palatinus i a la biblioteca Ulpiana, al fòrum de Trajà. Els arxius estatals es guardaven en una estructura situada al vessant entre el Fòrum Romà i el turó del Capitoli.
Les biblioteques privades van aparèixer a finals de la república: Sèneca va invocar biblioteques habilitades per a ser exhibides per propietaris analfabets que amb prou feines van llegir els seus títols al llarg de la vida, però van mostrar els rotllos de les prestatgeries (armaria) de fusta de cítrics incrustats amb marfil el sostre: "a hores d'ara, com els banys i l'aigua calenta, s'aixeca una biblioteca com a equipament estàndard per a una casa noble (domus). Les biblioteques eren equipaments adequats per a una vil·la, com Ciceró a Tusculum, diverses vil·les de Mecenes o Plini el Jove, totes descrites en cartes supervivents. A la Vil·la dels Papirs a Herculà, aparentment la vil·la del sogre de Cèsar, la biblioteca grega s'ha conservat parcialment en cendra volcànica; els arqueòlegs especulen que una biblioteca llatina, mantinguda separada de la grega, pot esperar ser descoberta al lloc.

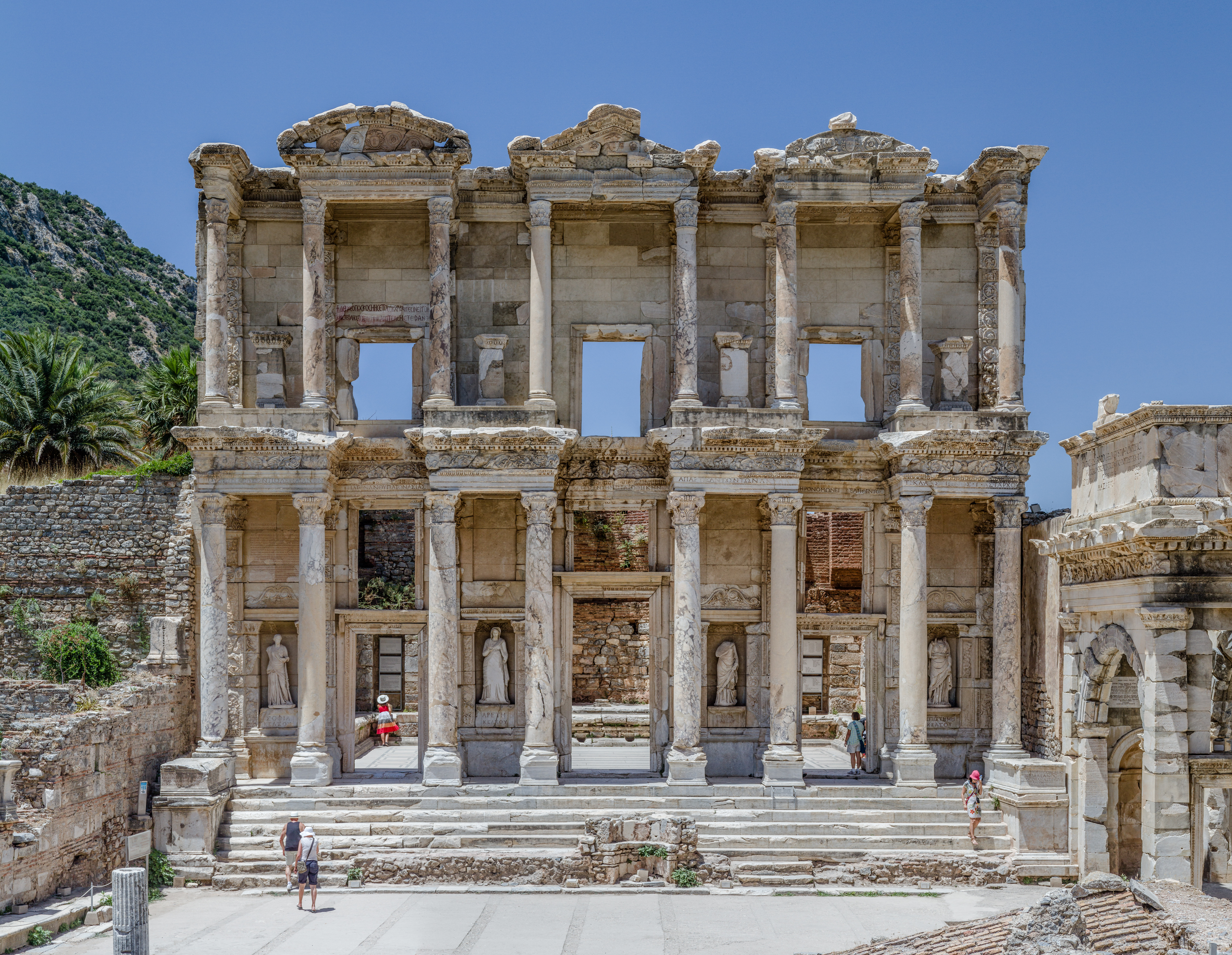
Restes de la Biblioteca de Cels a Efes

A Occident, les primeres biblioteques públiques es van establir sota l'Imperi Romà, ja que cada emperador successor s'esforçava per obrir-ne una o moltes que superaven la del seu predecessor. La primera biblioteca pública de Roma va ser creada per Asinius Pollio. Pollio era lloctinent de Juli Cèsar i un dels seus més fervents partidaris. Després de la seva victòria militar a Il·líria, Pollio va creure que tenia prou fama i fortuna per crear allò que Juli Cèsar havia buscat durant molt de temps: una biblioteca pública per augmentar el prestigi de Roma i rivalitzar amb la d’Alexandria. La biblioteca de Pollios, l'Anla Libertatis, que es trobava a l'Atrium Libertatis, estava situada al centre del Forum Romanum. Va ser el primer a emprar un disseny arquitectònic que separava les obres del grec i del llatí. Totes les biblioteques públiques romanes posteriors tindran aquest disseny. Al final de les guerres civils de Roma després de la mort de Marc Antoni el 30 aC, l'emperador August va intentar reconstruir molts dels edificis danyats de Roma. Durant aquesta construcció, August va crear dues biblioteques públiques més. La primera va ser la biblioteca del temple d'Apol·lo al Palatí, sovint anomenada biblioteca Palatina, i la segona va ser la biblioteca del Porticus Octaviae, tot i que hi ha cert debat que la biblioteca Porticus va ser realment construïda per Octavia. Malauradament, la biblioteca del Porticus Octaviae seria destruïda posteriorment en el desastrós incendi de Titus que va esclatar el 80 dC.
L'emperador Tiberi va afegir dues biblioteques més al turó del Palatí i una de Vespasià després dels 70. La biblioteca de Vespasià es va construir al Fòrum de Vespasià, també conegut com el Fòrum de la Pau, i es va convertir en una de les principals biblioteques de Roma. La Bibliotheca Pacis es va construir seguint el model tradicional i tenia dues grans sales, amb sales adjacents per a biblioteques gregues i llatines que contenien les obres de Galè i Luci Aelius. Una de les més ben conservades va ser l'antiga Biblioteca Ulpiana construïda per l'emperador Trajà. Acabada el 112/113 dC, la biblioteca Ulpiana formava part del Fòrum de Trajà construït al turó del Capitoli. La columna de Trajà va separar les habitacions grega i llatina enfrontades. L'estructura feia aproximadament cinquanta peus d’alçada i el pic del sostre arribava a gairebé setanta peus.
A diferència de les biblioteques gregues, els lectors tenien accés directe als rotllos, que es mantenien en prestatges incorporats a les parets d’una gran sala. La lectura o la còpia es feien normalment a la mateixa sala. Els registres supervivents donen només alguns casos de prestacions. La majoria de les grans termes romanes també eren centres culturals, construïts des del principi amb una biblioteca, un acord de dues habitacions amb una habitació per al grec i una per als textos llatins.
Les biblioteques estaven plenes de rotlles de pergamins com a la Biblioteca de Pèrgam i de pergamins de papir com Alexandria: l'exportació de materials d'escriptura preparats era un element bàsic del comerç. Hi havia algunes biblioteques institucionals o reials que estaven obertes a un públic educat (com ara la col·lecció Serapeum de la Biblioteca d'Alexandria, que fou la biblioteca més gran del món antic]), però, en general, les col·leccions eren privades. En aquells rars casos en què era possible que un acadèmic consultés llibres de la biblioteca, sembla que no hi havia accés directe a les piles. En tots els casos registrats, els llibres es guardaven en una habitació relativament petita on el personal anava a buscar-los per als lectors, que havien de consultar-los en una sala contigua o passarel·la coberta. La majoria de les obres dels catàlegs tenien un caràcter religiós, com ara volums de la Bíblia o llibres de serveis religiosos. "En diversos casos, la biblioteca era completament teològica i litúrgica i, en la major part de les biblioteques, el contingut no eclesiàstic no arribava a un terç del total" A més d'aquest tipus d'obres, en algunes biblioteques durant aquella època Plató va ser especialment popular. A la primera edat mitjana, Aristòtil era més popular. A més, hi havia força censura a les biblioteques de l'època; moltes obres que eren "científiques i metafísiques" no es van incloure a la majoria de biblioteques durant aquest període. Els autors llatins estaven millor representats dins dels fons de les biblioteques i les obres romanes eren menys representades. Ciceró també va ser un autor especialment popular juntament amb les històries de Sal·lust. A més, Virgili estava representat universalment a la majoria de les biblioteques medievals de l'època. Un dels més populars va ser Ovidi, esmentat per aproximadament vint catàlegs francesos i prop de trenta alemanys. Sorprenentment, en aquella època encara s'utilitzaven antics llibres de text romans sobre gramàtica.
El 213 aC durant el regnat de l'emperador Qin Shi Huangdi la majoria dels llibres van ser ordenats per destruir-los. La dinastia Han (202 aC - 220 dC) va revertir aquesta política per substituir còpies i va crear tres biblioteques imperials. Liu Xin, conservador de la biblioteca imperial, va ser el primer a establir un sistema de classificació de biblioteques i el primer sistema de notació de llibres. En aquest moment, el catàleg de la biblioteca estava escrit en volutes de seda fina i guardat en bosses de seda. Entre les innovacions tecnològiques importants s'inclouen l’ús de paper i la impressió en blocs. La impressió en blocs de fusta va facilitar la reproducció a gran escala de textos budistes clàssics que es van recollir àvidament a moltes biblioteques privades que van florir durant la dinastia T'ang (618-906 dC).
La dinastia Ming el 1407 va fundar la biblioteca imperial, el pavelló Wen Yuan. També va patrocinar la compilació massiva de l'Enciclopèdia Yongle, que contenia 11.000 volums, incloent-hi còpies de més de 7.000 llibres. Aviat va ser destruïda, però van aparèixer recopilacions molt grans similars el 1725 i el 1772.

## Antiguitat tardana
A Pèrsia, la col·lecció de llibres va tornar a atreure tant a governants com a sacerdots de tot l'Imperi Sassànida (224-651 dC) una vegada que el país va aconseguir una estabilitat econòmica i política relativa. Els sacerdots destinats a compilar els manuscrits existents del zoroastrisme de tot el territori i els governants estaven interessats en la consolidació i la promoció de la ciència. En aquell moment, molts temples de focs zoroastrians es van ubicar conjuntament amb biblioteques locals dissenyades per recopilar i promocionar els continguts religiosos. L’Acadèmia de Gundeshapur construïda per Shapur I pot representar bé la voluntat dels reis sassànides de recollir i consolidar recursos científics. L’acadèmia comprenia una extensa biblioteca, un hospital i una acadèmia. Enriquint els recursos de la biblioteca, l'Acadèmia enviava constantment ambaixadors a regions geogràfiques generalitzades, per exemple La Xina, Roma i l’Índia per inscriure els manuscrits, els còdexs i els llibres; traduïu-los a pahlavi des de diversos idiomes, per exemple el sànscrit, grec i siríac i portar-los de tornada al centre.

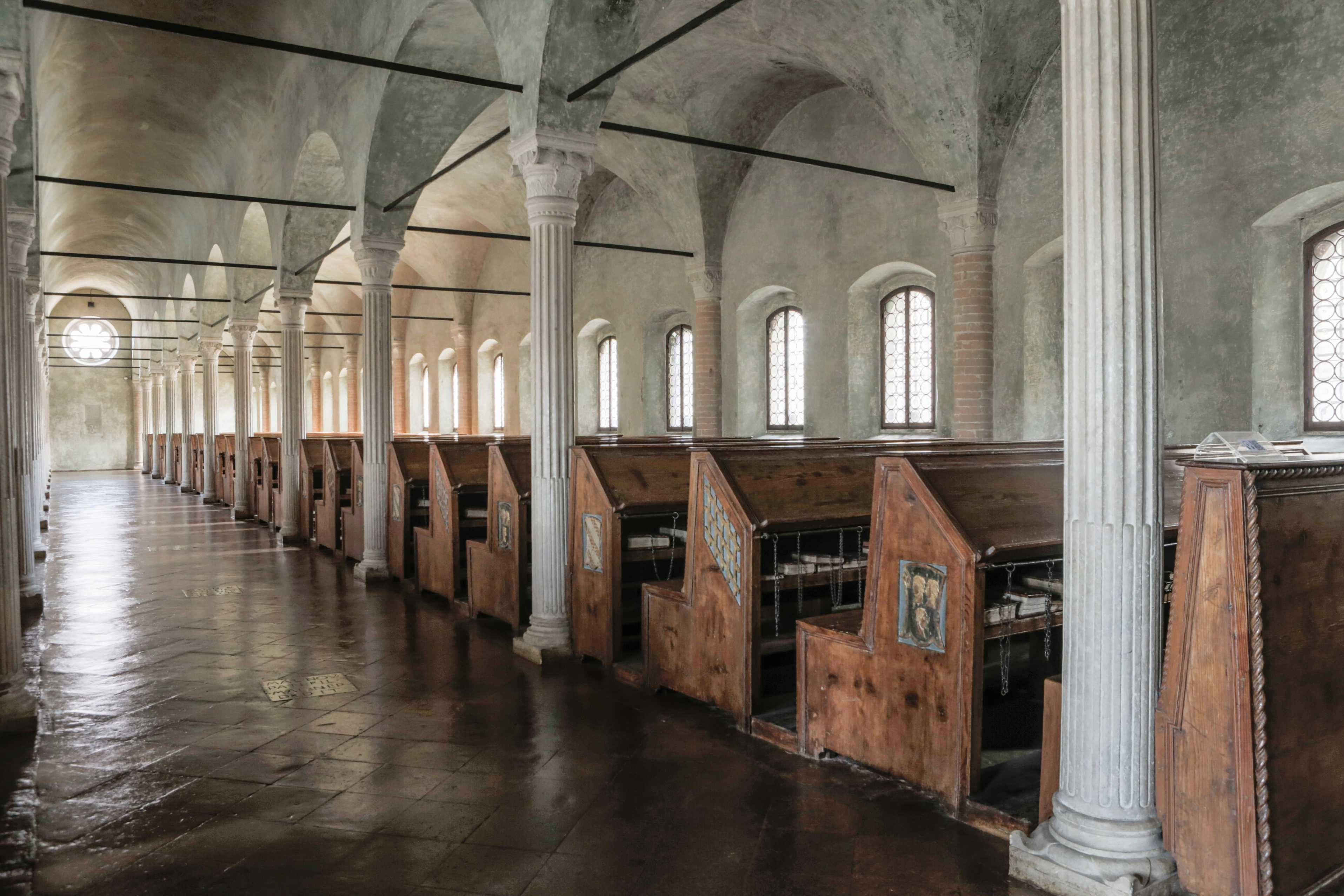
Biblioteca Malatestiana de Cesena, la primera biblioteca cívica europea

Durant els períodes de l'Antiguitat Tardana i de l'edat mitjana, no hi havia cap Roma d'aquest tipus que governés la Mediterrània durant segles i generés la cultura que produïa vint-i-vuit biblioteques públiques a la ciutat de Roma. L'imperi s'havia dividit i, després, es va tornar a unir de nou sota Constantí el Gran, que va traslladar la capital de l'Imperi Romà el 330 dC a la ciutat de Bizanci, que es va canviar el nom de Constantinoble. La cultura intel·lectual romana que va florir a l'antiguitat estava experimentant una transformació a mesura que el món acadèmic passava de laics a clergues cristians. Quan Occident es va enfonsar, els llibres i les biblioteques van florir i van fluir cap a l'est cap a l'Imperi Romà d'Orient. Allà es van establir quatre tipus diferents de biblioteques: imperial, patriarcal, monàstica i privada. Cadascun tenia el seu propòsit i, en conseqüència, la seva supervivència variava.
El cristianisme era una nova força a Europa i molts dels fidels veien la cultura hel·lenística com a pagana. Com a tal, moltes obres gregues clàssiques, escrites en volutes, van quedar en decadència, ja que es creia que només els textos cristians eren aptes per a la conservació en un còdex, el progenitor del llibre modern. No obstant això, a Orient no va ser així, ja que es van copiar molts d’aquests textos clàssics grecs i romans." El paper normalment era rar i car, de manera que totes les pàgines de recanvi dels llibres disponibles es feien servir. Així, una edició del segle xvii de les epístoles ignasianes, a Mar Saba, havia copiat a les seves darreres pàgines, probablement a principis del segle xviii, un fragment suposadament de les cartes de Climent d'Alexandria". També s'utilitzaven manuscrits antics per enquadernar llibres nous a causa dels costos associats al paper i també a causa de l'escassetat de paper nou.
A l'Imperi Romà d'Orient, gran part d’aquest treball dedicat a preservar el pensament hel·lenístic en forma de còdex va ser realitzat en scriptoriums per monjos. Mentre que els scriptoriums de les biblioteques monàstiques van sorgir a tot Orient i Occident, les regles que els governaven eren generalment les mateixes. Les habitacions ermes i il·luminades pel sol (perquè les espelmes eren una font de foc) van ser trets principals del scriptorium, que era alhora un model de producció i de pietat monàstica. Els monjos van gargotejar durant hores al dia, interromputs només per menjars i oracions. Amb aquesta producció, els monestirs medievals van començar a acumular grans biblioteques. Aquestes biblioteques es dedicaven exclusivament a l'educació dels monjos i es consideraven imprescindibles per al seu desenvolupament espiritual. Tot i que la majoria d’aquests textos que es van produir eren de naturalesa cristiana, molts líders monàstics van veure virtuts comunes en els clàssics grecs. Com a resultat, moltes d’aquestes obres gregues es van copiar i, per tant, es van guardar en scriptoriums monàstics.
Quan Europa va passar a l'època fosca, els scriptorium bizantins van conservar laboriosament els clàssics grecoromans. Com a resultat, l'Imperi Romà d'Orient va reviure els models clàssics d’educació i biblioteques. La Biblioteca Imperial de Constantinoble va ser un important dipòsit de coneixements antics. El mateix Constantí volia una biblioteca així, però la seva curta regla li va negar la possibilitat de fer realitat la seva visió. El seu fill Constanci II va fer realitat aquest somni i va crear una biblioteca imperial en un pòrtic del palau reial. Va governar durant 24 anys i va accelerar el desenvolupament de la biblioteca i la cultura intel·lectual que es produïa amb una acumulació tan gran de llibres.
Constanci II va nomenar Temistius, filòsof i professor pagà, com a arquitecte en cap d’aquest programa de construcció de biblioteques. Temistius va iniciar un audaç programa per crear una biblioteca pública imperial que seria la peça central de la nova capital intel·lectual de Constantinoble. Es van buscar autors clàssics com Plató, Aristòtil, Demòstenes, Isòcrates, Tucídides, Homer i Zenó. Temeistius va contractar cal·lígrafs i artesans per produir els còdexs reals. També va nomenar educadors i va crear una escola universitària centrada al voltant de la biblioteca.
Després de la mort de Constanci II, Julià l'Apostat, un intel·lectual bibliòfil, va governar breument durant menys de tres anys. Malgrat això, va tenir un profund impacte a la biblioteca imperial i va buscar llibres cristians i pagans per a les seves col·leccions. Més tard, l'emperador Valens va contractar escrivans grecs i llatins a temps complet amb el tresor reial per copiar i reparar manuscrits.
Al seu apogeu al segle v, la Biblioteca Imperial de Constantinoble tenia 120.000 volums i era la biblioteca més gran d'Europa. Un incendi el 477 va consumir tota la biblioteca, però només es va reconstruir per tornar a cremar-se el 726, el 1204 i el 1453, quan Constantinoble va caure en mans dels turcs otomans.
Les biblioteques patriarcals no van sortir millor ni, de vegades, pitjor que la Biblioteca Imperial. La Biblioteca del Patriarcat de Constantinoble es va fundar molt probablement durant el regnat de Constantí el Gran al segle iv. Com a biblioteca teològica, se sabia que havia emprat un sistema de classificació de biblioteques. També va servir com a dipòsit de diversos concilis ecumènics com el Concili de Nicea, el Concili d’Efes i el Concili de Calcedònia. La biblioteca, que donava feina a un bibliotecari i ajudants, podria haver estat originàriament ubicada a la residència oficial del patriarca abans de ser traslladada al Triclí Thomaites al segle VII. Tot i que no se sap molt sobre la mateixa biblioteca, sí que se sap que molts dels seus continguts van ser destruïts, ja que la lluita religiosa va acabar provocant la crema de llibres.
Durant aquest període, van existir petites biblioteques privades. Moltes d'aquestes eren propietat de membres de l'església i de l'aristocràcia. També se sabia que els professors tenien petites biblioteques personals i rics bibliòfils que podien permetre's els llibres molt ornamentats de l’època.
Així, al segle vi, al final del període clàssic, les grans biblioteques del món mediterrani restaren les de Constantinoble i Alexandria. Cassiodor, ministre de Teodoric, va establir un monestir a Vivarium a la punta d’Itàlia (moderna Calàbria) amb una biblioteca on va intentar apropar l'aprenentatge del grec als lectors de llatí i preservar textos tant sagrats com laics per a les generacions futures. Com a bibliotecari no oficial, Cassiodor no només va recollir tants manuscrits com va poder, també va escriure tractats destinats a instruir els monjos sobre els usos adequats de la lectura i els mètodes per copiar textos amb precisió. Al final, però, la biblioteca de Vivarium es va dispersar i es va perdre al cap d’un segle.
A través d'Orígenes i especialment del prevere erudit Pàmfil de Cesarea, un àvid col·leccionista de llibres de les Escriptures, l'escola teològica de Cesarea es va guanyar la fama de tenir la |biblioteca eclesiàstica més extensa de l’època, que contenia més de 30.000 manuscrits: Gregori de Nazianz, Basili el Gran, Jeroni d'Estridó i altres van venir i hi van estudiar.

## Edat d'or islàmica

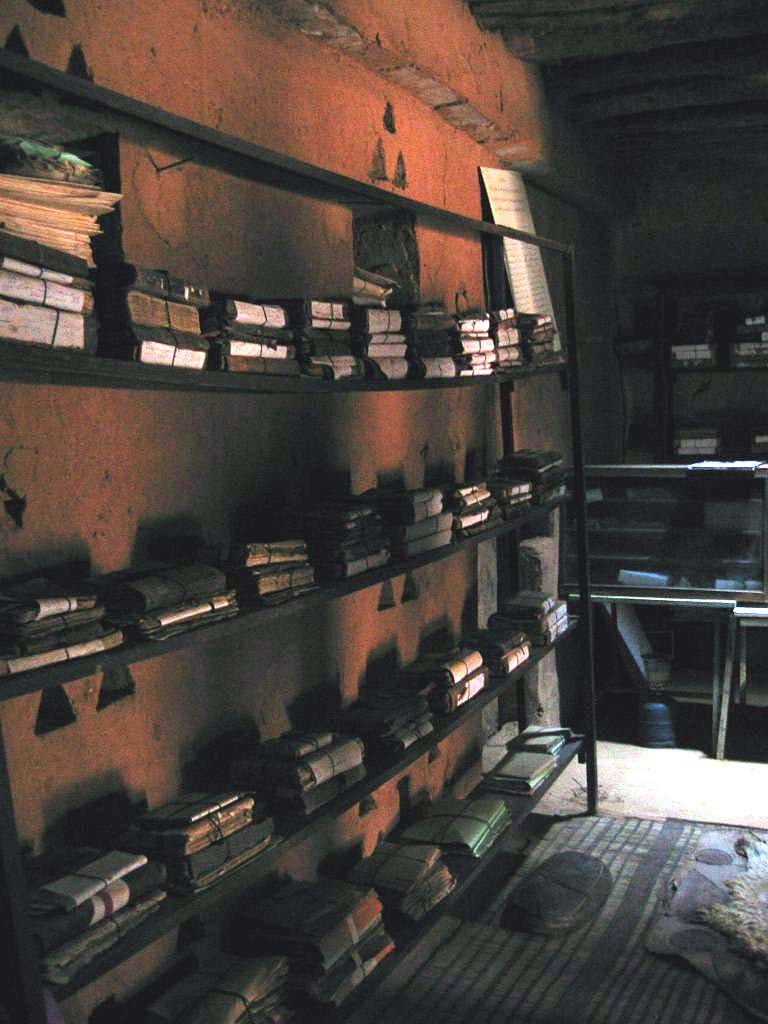
Dins d’una biblioteca alcorànica a Chinguetti, Mauritània

La necessitat de preservar l'Alcorà i les Tradicions de Mahoma és el que va inspirar principalment als musulmans a desenvolupar col·leccions d'escrits. Les mesquites que tenien un paper central en el dia a dia dels musulmans van acollir gradualment les biblioteques locals ubicades que emmagatzemaven i conservaven tota mena de coneixement, des de l'Alcorà fins a llibres de religió, filosofia i ciència.
"Junt amb els abbàssides, els musulmans formaven l'avantguarda de la civilització. Els abbàssides van ser influenciats per l'Alcorà i l'Hadith, com ara: "la tinta d'un erudit és igual a la sang d'un màrtir","Subratllant el valor del coneixement". Amb la passió dels califes per establir centres de coneixement, el món musulmà va començar ràpidament a tenir diferents centres que allotjaven biblioteques que contenien enciclopèdies, traduccions, comentaris i tractats escrits per filòsofs, erudits i científics musulmans.
Amb la invenció del paper, el món musulmà va començar ràpidament a avançar en el seu desenvolupament de biblioteques i "les biblioteques (reials, públiques, especialitzades, privades) s'havien convertit en habituals i els llibreters (autors, traductors, copiadors, il·luminadors, bibliotecaris, col·leccionistes de llibreters) de totes les classes i seccions de la societat, de totes les nacionalitats i procedències ètniques, competien entre ells en la producció i distribució de llibres".
Al segle viii, primer els iranians i després àrabs havien importat l’ofici de fabricació de paper de la Xina, amb una fàbrica de paper que ja funcionava a Bagdad el 794 i que llavors es deia Bagdatikos. Al segle ix, les biblioteques públiques van començar a aparèixer a moltes ciutats islàmiques. Es deien "salons de la ciència" o dar al-'ilm. Estaven dotats de sectes islàmiques amb el propòsit de representar els seus principis i promoure la difusió del coneixement secular. A Bagdad, la biblioteca era coneguda com la Casa de la Saviesa. També va ser una universitat on nombrosos estudiosos i copistes van traduir a l'àrab obres d'altres nacions. Al segle novè abbàssida califa al-Mutawakkil de l'Iraq, va ordenar la construcció d'un "Zawiyat Qurra" - un recinte per a lectors que estava "luxosament moblat i equipat". A Siraz Adhud al-Daula (m. 983) va crear una biblioteca, descrita per l'historiador medieval al-Muqaddasi, com "un complex d'edificis envoltats de jardins amb llacs i vies d'aigua. Els edificis estaven rematats amb cúpules i formaven un pis superior i un pis inferior amb un total, segons el principal funcionari, de 360 habitacions... A cada departament, es col·locaven catàlegs en un prestatge ... les habitacions estaven moblades amb catifes". Les biblioteques sovint utilitzaven traductors i copistes en gran quantitat, per tal de convertir en àrab la major part de la no-ficció persa, grega, romana i sànscrita i els clàssics de la literatura.
A partir de l'art, els musulmans van convertir la fabricació de paper en una indústria. Com a resultat d'aquesta millora tècnica, els llibres es van fabricar amb més facilitat i van ser més accessibles. Coincidint amb el foment de la ciència i un avanç en el moviment de la traducció, les biblioteques públiques i privades van començar a impulsar-se a totes les terres islàmiques. Es van fundar una sèrie de biblioteques destacades als territoris islàmics que van florir al costat de l'islam. Es deien Casa del Coneixement o Dar al-'ilm. Aleshores les biblioteques eren el lloc on els llibres i els manuscrits eren recollits, llegits, copiats, reproduïts i prestats per estudiants, mestres i fins i tot per gent normal. A més de notables biblioteques independents, hi havia col·leccions de llibres de mida mitjana prevalents que es trobaven principalment dins de les escoles o Madrasa a les principals ciutats islàmiques. Els recursos de les biblioteques, basats en els grups destinataris que servien i el conjunt d’interessos del fundador i la secta islàmica, comportaven una àmplia gamma de temes, com ara religió, ciències, astrologia, geografia, literatura, història i lingüística.
Al llarg de l'era islàmica, no només les biblioteques privades i acadèmiques, sinó també les biblioteques públiques es van fer molt populars. Els patrons no es limitaven a les elits, sinó que els recursos eren obertament accessibles a tothom. Es va dir que algunes de les biblioteques permetien als clients consultar fins a 200 articles.
Els dissenyadors de biblioteques van notar la comoditat dels lectors i dels cercadors d’informació. El terra de les sales de lectura estava cobert per catifes. A més, es van tancar obertures com portes i finestres tancades per protegir els clients contra corrents de fred. Les biblioteques sovint utilitzaven traductors i copistes en gran quantitat, per tal de convertir els llibres en àrab del persa, el grec, el romà i el sànscrit.
Els estats islàmics a l’Àfrica van començar a experimentar un ràpid desenvolupament educatiu a partir del segle xi. Les biblioteques d’especial importància inclourien la de Timbuctu, que contenia molts manuscrits importants durant més de 600 anys als imperis Ghanan, Mali i Songhai. Un dels autors més destacats va ser Ahmad Baba, que va escriure més de 40 manuscrits, considerat àmpliament com un dels estudiosos més influents de Timbuctu. Molts dels manuscrits i edificis van ser destruïts per la invasió àrab-europea el 1591 i escriptors, com Ahmad Baba, van ser capturats. Malgrat això i les males condicions de conservació, encara hi ha fins a 700.000 manuscrits que sobreviuen. Aquesta floració de l'aprenentatge islàmic va cessar segles després quan l'aprenentatge va començar a disminuir al món islàmic, després que moltes d’aquestes biblioteques fossin destruïdes per les invasions mongoles. Altres van ser víctimes de guerres i conflictes religiosos al món islàmic. No obstant això, alguns exemples d’aquestes biblioteques medievals, com les biblioteques de Chinguetti a l’Àfrica occidental, romanen intactes i relativament inalterades. Una altra antiga biblioteca d’aquest període que encara és operativa i en expansió és la Biblioteca Central d'Astan Quds Razavi a la ciutat iraniana de Mashad, que funciona des de fa més de sis segles.
Els monjos cristians van copiar el contingut d’aquestes biblioteques islàmiques a les zones frontereres musulmanes / cristianes, particularment a Espanya i Sicília. A partir d'aquí, finalment es van dirigir a altres parts de l'Europa cristiana. Aquestes còpies s'uneixen a obres conservades directament per monjos cristians d’origen grec i romà, així com a còpies de monjos cristians occidentals fets amb obres romanes d'Orient. Les biblioteques de conglomerats resultants són la base de totes les biblioteques modernes actuals.

### Islam

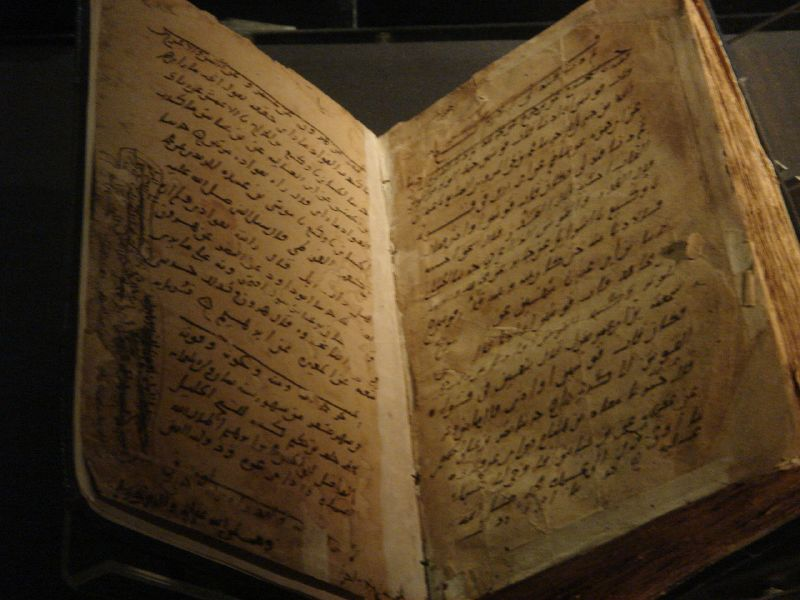
Manuscrit de l'Alcorà exposat a la Bibliotheca Alexandrina

La centralitat de l'Alcorà com a prototip de la paraula escrita a l'islam té un paper significatiu en el paper dels llibres dins de la seva tradició intel·lectual i sistema educatiu. Un primer impuls a l’islam va ser gestionar els informes d’esdeveniments, figures clau i les seves afirmacions i accions. Per tant, "la responsabilitat de ser l'últim" Poble del Llibre "va generar un ethos de [biblioteconomia]" i, des de llavors, es van establir importants dipòsits de llibres a tot el món musulmà.

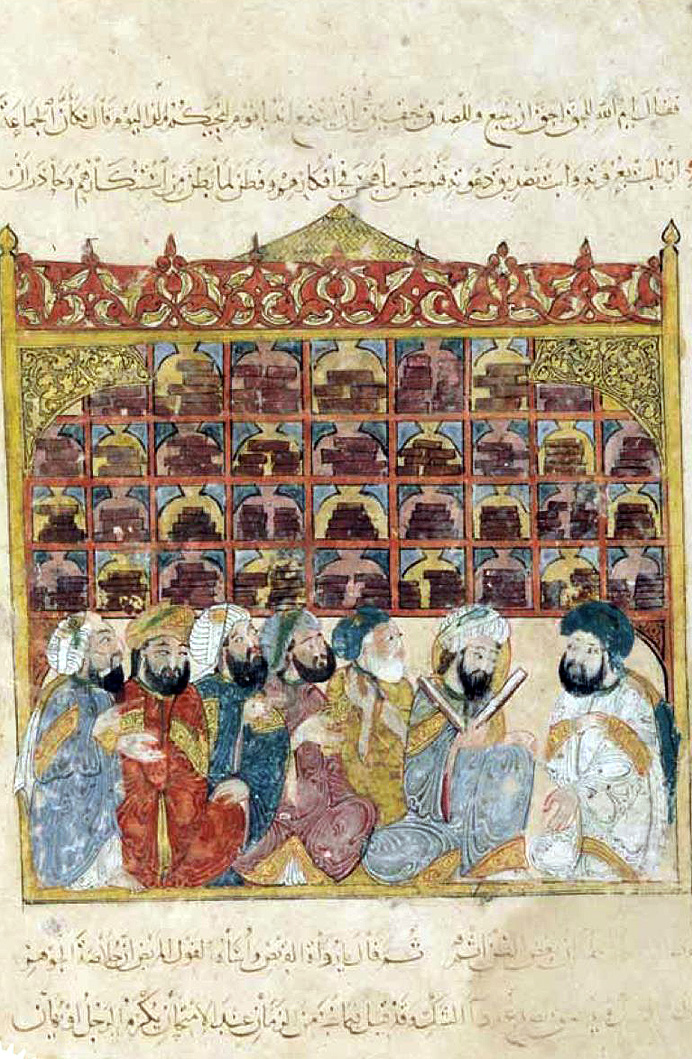
Miniatura que mostra una biblioteca a Bagdad. Manuscrit del del famós llibre "Les assemblees" escrit per Hariri i il·lustrat per al-Wasiti.

Després de la propagació de l'islam, les biblioteques de les terres recentment islàmiques (segles VII-XIV) tenien una organització forta i van conèixer un breu període d'expansió a l'Orient Mitjà, el nord d'Àfrica, Sicília i Espanya. En aquest període, els llibres s'organitzaven per matèries. Dins de l'assignatura, els materials es van organitzar més quan les biblioteques van ordenar el document, no pel cognom de l'autor ni pel títol del llibre. A més, les biblioteques islàmiques poden ser les primeres a implementar un catàleg de materials propis. El contingut d’una prestatgeria es va enregistrar en paper i es va adjuntar al final del prestatge. Com les biblioteques cristianes, contenien sobretot llibres de paper i adoptaven un còdex o una forma moderna en lloc de volutes; es podrien trobar a mesquites, cases particulars i universitats, des de Timbuctu fins a l'Afganistan i el Pakistan actual. A Alep, per exemple, la més gran i probablement la més antiga biblioteca de mesquites, la sufí, situada a la gran mesquita omeia de la ciutat, contenia una gran col·lecció de llibres dels quals, segons els informes, 10.000 volums van ser llegats pel governant més famós de la ciutat, el príncep Sayf al-Dawla. La bibliografia d'Ibn al-Nadim Fihrist demostra la devoció dels erudits musulmans medievals als llibres i a les fonts fiables; conté una descripció de milers de llibres que circulen pel món islàmic cap a l'any 1000, incloent-hi una secció sencera de llibres sobre les doctrines d'altres religions. La majoria de les biblioteques islàmiques modernes no contenen aquests llibres antics; molts es varen perdre, destruïts pels mongols, o traslladats a biblioteques i museus europeus durant el període colonial.

### Biblioteques de les terres islàmiques
Algunes biblioteques de renom a tot el territori islàmic:
- Al segle novè, el califa abbàssida al-Mutawakkil de l'Iraq, va ordenar la construcció d'un "Zawiyat Qurra" - un recinte per a lectors que estava "luxosament moblat i equipat".
- Biblioteca Yahya ibn Abi Mansur (Ibn Munajem) - Segle IX- Com a astròleg principal del califat, era propietari d'un luxós palau que contenia una enorme biblioteca amb nombrosos llibres en diferents conjunts de disciplines i ciències, en particular, astrologia. Aquesta biblioteca es deia "Tresor de la saviesa" o Khazanah Al-Hekmah".[76]
- Biblioteca Nuh Ibn Mansour Samani - Bukhara-segle X: els governants de l'Imperi Samànida eren famosos per mostrar una passió considerable per la cultura i la ciència i pel seu suport constant a la promoció de biblioteques. Nuh II tenia una biblioteca considerable. Avicena, que va ser un dels visitants de la biblioteca de Mansour a Bukhara, l'ha descrit com a extraordinària pel que fa al nombre de volums i al valor dels llibres. Buscant un determinat article en medicina, va sol·licitar al Sultà un permís d'entrada per examinar l'espai d’emmagatzematge de la biblioteca. La pila de llibres havia estat composta per moltes habitacions, cada habitació contenia nombroses caixes i cada caixa havia estat plena de piles de llibres, segons va informar.[66]
- Biblioteca Baha al-Dowleh i Azod al-Dowleh Daylami -Shiraz- Segle X: Aquests governants regionals de la dinastia daylamita iraniana eren propietaris d'una de les biblioteques més destacades de les terres islàmiques. Com va dir al-Muqaddasi, un historiador i geògraf islàmic de renom, una còpia de tots els llibres que havia vist durant la seva vida i viatges, es van presentar a la biblioteca Azod al-Dowleh.[77]

Al-Muqaddassí va descriure la biblioteca com un complex d'edificis envoltats de jardins amb llacs i cursos d'aigua. Els edificis estaven rematats amb cúpules i constaven d'un pis superior i un pis inferior amb un total, segons el principal funcionari, de 360 habitacions... A cada departament, es col·locaven catàlegs en un prestatge ... les habitacions estaven moblades amb catifes.
- La Biblioteca d'Abu-Nasr Shapur Ibn Ardeshir - Bagdad- Segle X: Abu-Nasr, que era ministre daylamita, va fundar una gran biblioteca pública coneguda a Bagdad que es diu que contenia 10 mil volums.[79][77][80] La biblioteca va ser destruïda durant el gran incendi de Bagdad.
- Biblioteca Sahib ibn Abbad- Rey - segle X- El gran visir iranià dels governants de Buyid va establir una llegendària biblioteca pública que contenia uns 200.000 volums. Ibn Abbad, que estava tan orgullós d’aquesta gran col·lecció de llibres, va rebutjar una vegada la invitació dels governants samànides a convertir-se en el seu gran visir a Bukhara, donant l'excusa de l'adhesió als seus llibres que necessitarien uns 400 camells per continuar. La biblioteca va ser parcialment destruïda el 1029 per les tropes dels gaznàvides.[81] Com a prova d'una gran quantitat de recursos, alguns estudiosos van afirmar que només el catàleg de la biblioteca equivalia a deu volums.[66]
- Conjunt de biblioteques del Gran Merv o Merv Shahijan: Yaqut al-Hamawi, un reconegut bibliògraf i geògraf musulmà, de camí als seus continus viatges, passà per Merv i s'hi va establir una temporada per aprofitar al màxim els conjunts d’impressionants biblioteques per els seus estudis de recerca. Va nomenar deu biblioteques excepcionals, algunes de les quals contenien més de 12.000 llibres. Alguns dels recursos de les biblioteques de Merv eren molt singulars i preciosos per no trobar-los en cap altre lloc, segons va afirmar. Els clients podrien comprovar fàcilment un gran nombre d’elements d’aquestes col·leccions de llibres. Tal com va informar Hamawi, se li va permetre guardar més de 200 llibres en préstecs de llarga durada.[82] La majoria d’aquestes valuoses biblioteques van ser cremades i arruïnades pels mogols.
- Biblioteca Rab'-e Rashidi -Maragheh-Segle XIII: Rashid al-Din Hamadani, l'autor iranià d'Història Universal i gran visir del sultà Ghazan, va ser un talentós fundador del complex i biblioteca benèfica Rab'-e Rashidi. Ha elaborat les condicions per utilitzar els recursos de la biblioteca en una escriptura valuosa que queda (Vaghfnameh), que és de gran importància pel que fa als procediments administratius aplicats per a la gestió de les biblioteques durant el període islàmic:

“Aquesta biblioteca pública (Dar al-Masahef) prestarà servei als investigadors amb l'objectiu d'estudiar i copiar els recursos. Es permet l’ús de llibres a la biblioteca. Per treure els llibres de la biblioteca cal un dipòsit reemborsable que equival al valor mitjà de l'article en préstec. El període de préstec no es pot excedir d’un mes. El bibliotecari segellarà el document en préstec per tal que sigui reconegut com a propietat de la biblioteca”.
El manuscrit original Deed, que es conserva al Museu Nacional de Tabriz, és ara un document registrat del Patrimoni Mundial de la UNESCO
Eren moltes altres biblioteques importants a les principals ciutats islàmiques, per exemple Basrah, Damasc, Esfahan, Tous, Bagdad, Shoush, Mosul i Siraz.

## Àsia
La difusió de la religió i la filosofia al sud i est asiàtic va impulsar el desenvolupament de l'escriptura i els llibres. Els emperadors xinesos van donar molt suport a aquesta cultura. La impressió xinesa i la fabricació de paper, anteriors al desenvolupament occidental, van donar lloc a una florent cultura del llibre a l’Àsia oriental. Diversos moviments religiosos i filosòfics asiàtics s'encarreguen d’estimular l'aprenentatge, la impressió i la col·lecció de llibres: budisme, confucianisme, taoisme i jainisme. El jainisme, una fe important del subcontinent indi, tenia una tradició de formació religiosa, científica i cultural. Els primers practicants de la fe no només van produir escriptures bíbliques el primer segle aC, sinó que també van establir algunes de les primeres biblioteques asiàtiques. Allotjades principalment en temples, aquestes biblioteques es van conèixer posteriorment com a "Magatzems del coneixement Jain" i són responsables de la preservació de centenars de milers de manuscrits.
La invenció del paper a la Xina va permetre als xinesos crear una primera forma d'impressió (fregament de pedres). Els escrits del filòsof del segle vi, Confuci, es van inscriure originalment en tauletes de pedra. Per aconseguir aquesta primera forma d’impressió, els xinesos empenyien el paper tou sobre la pedra, aplicaven tinta a la part posterior del full, donant lloc a un fons negre amb lletres blanques. Els xinesos també van emprar xilografia tallada amb tinta per produir materials impresos. Un dels principals cànons budistes, el Tripiṭaka, es va publicar en 5.000 volums amb més de 130.000 blocs de fusta individuals. Al segle XI es va desenvolupar l'estampació de tipus mòbil a la Xina i els coreans van establir la primera foneria per produir peces de tipus mòbil. Malgrat aquests desenvolupaments, la impressió en xilografia va continuar sent la norma a la Xina, Corea i el Japó. Cada governant de la Xina va compilar els seus propis arxius escrits oficials. Cada emperador va decidir quins textos filosòfics, quins relats d’història, quins rituals de fe i quina poesia i literatura es permetrien a l’imperi; moltes vegades crònica de la seva pròpia versió de la història del governant anterior. Els escrits confucians i budistes que es van portar a Corea i el Japó són directament responsables del desenvolupament continu de la publicació de llibres i la construcció de biblioteques a l'Àsia Oriental.
Les escriptures budistes, els materials educatius i les històries s'emmagatzemaven a les biblioteques del sud-est asiàtic premodern. A Birmània, una biblioteca reial anomenada Pitakataik va ser fundada llegendàriament pel rei Anawrahta; al segle xviii, l'enviat britànic Michael Symes, en visitar aquesta biblioteca, va escriure que "no és improbable que la seva majestat de Birmania posseeixi una biblioteca més nombrosa que qualsevol potentat, des de les ribes del Danubi fins a les fronteres de la Xina ". A Tailàndia es van construir biblioteques anomenades Ho trai a tot el país, generalment sobre xanques sobre un estany per evitar que els insectes es mengin als llibres.

## Edat mitjana europea

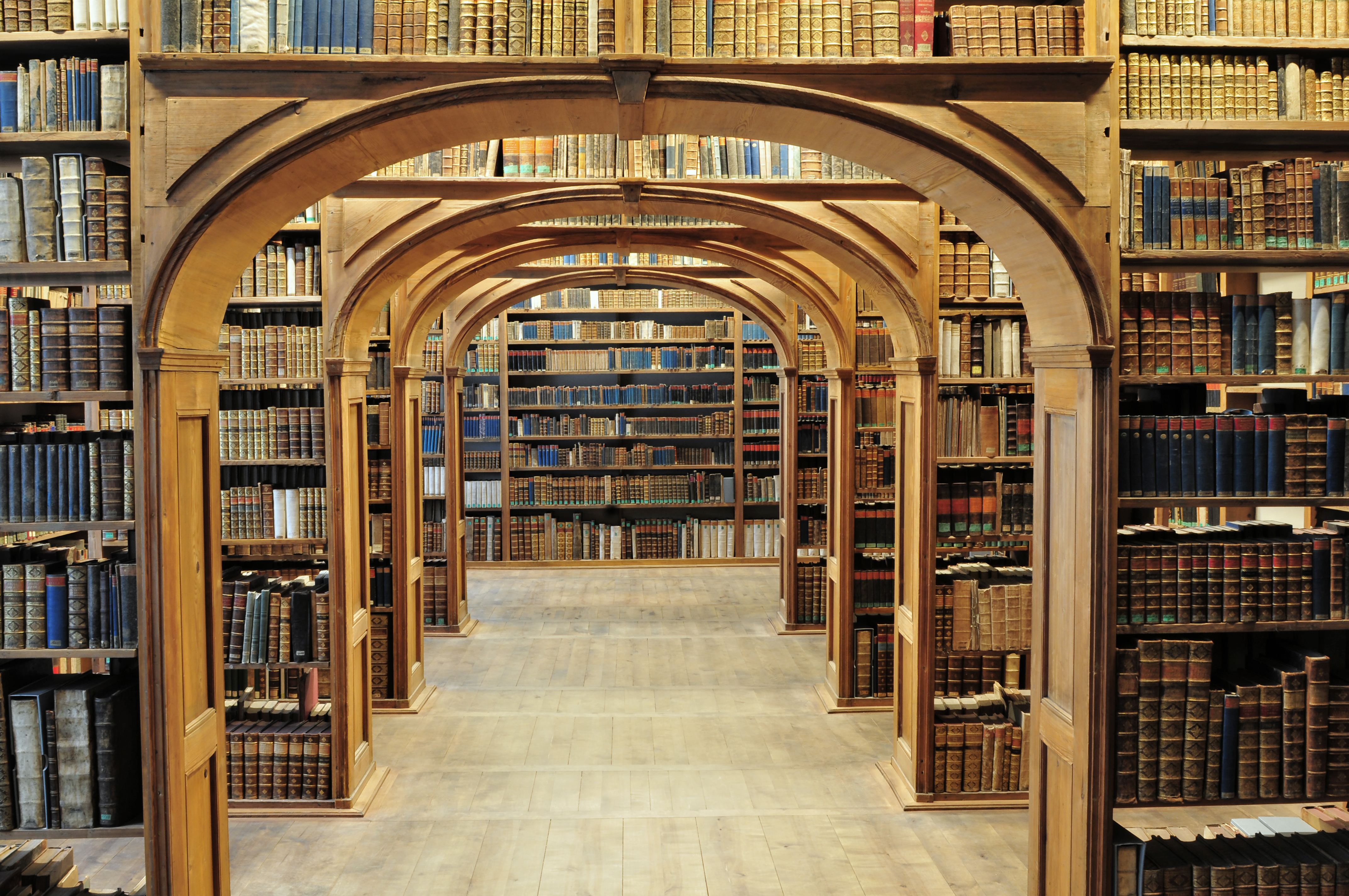
Biblioteca científica de l'Alta Lusàcia a Görlitz, Alemanya

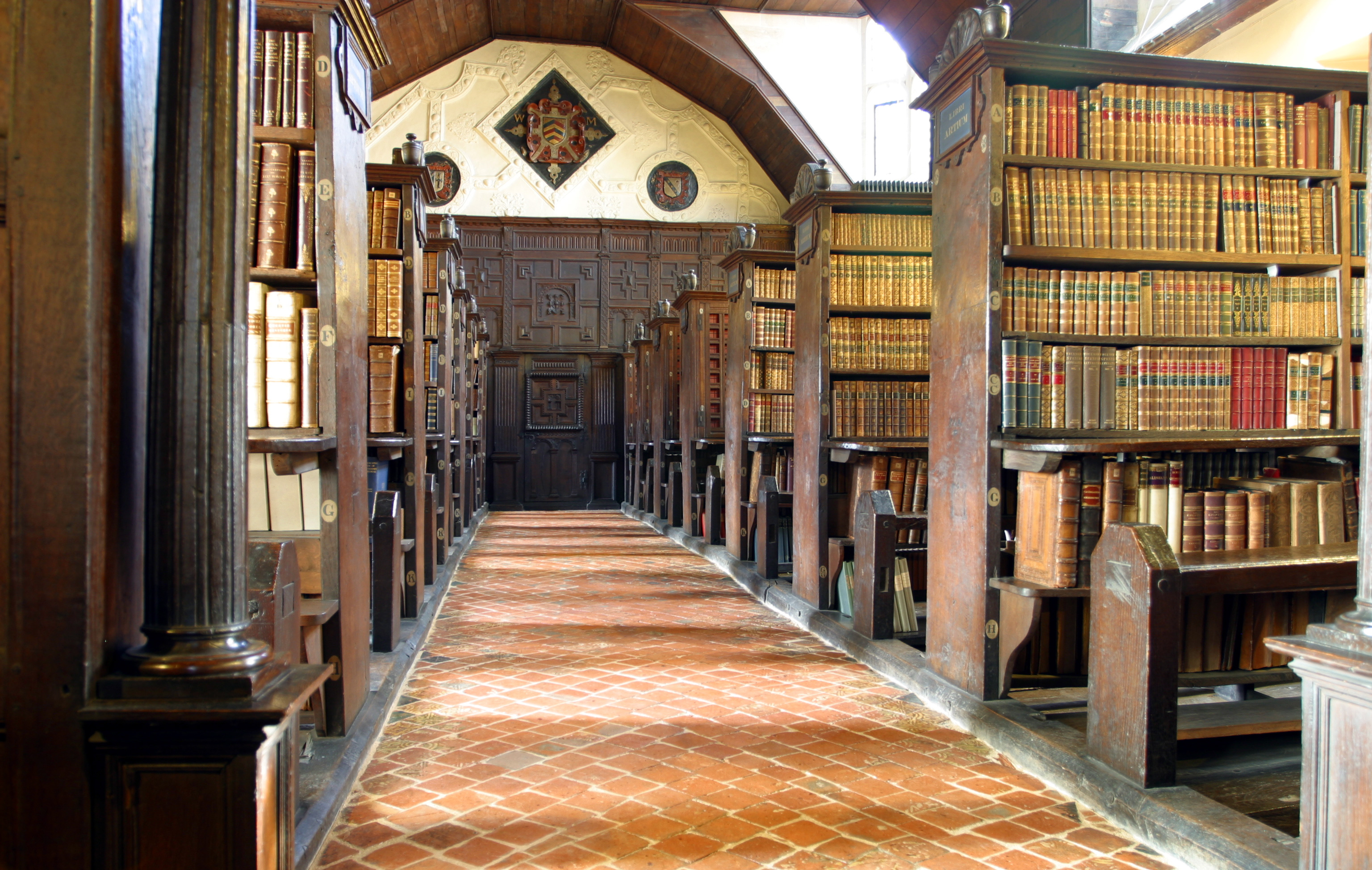
Biblioteca del Merton College

A l'Alta Edat Mitjana es van desenvolupar biblioteques de monestirs, com la important de l'abadia de Montecassino a Itàlia. Els llibres normalment estaven encadenats a les prestatgeries, reflectint el fet que els manuscrits, que es creaven mitjançant el procés intensiu de mà d’obra de còpia manual, eren possessions valuoses. Aquesta còpia manual s'aconseguia sovint mitjançant monjos viatgers que anaven a les fonts de coneixement i il·luminació que buscaven per aprendre o per copiar els manuscrits que tenien altres monestirs per a les seves pròpies biblioteques monàstiques. A més d'encadenar llibres a prestatges i faristol, els escribes també sovint inserien una "maledicció de llibres" per protegir els llibres del robatori. Després d’acabar de copiar, un escriba sovint afegia una maledicció a la pàgina final que advertia de la condemna eterna o del patiment físic perllongat si es robava el llibre.
Malgrat aquesta protecció, moltes biblioteques van prestar llibres si es proporcionaven dipòsits de seguretat (normalment diners o un llibre d’igual valor). El préstec era un mitjà pel qual es podien copiar i difondre els llibres. El 1212 el concili de París va condemnar aquells monestirs que encara prohibien el préstec de llibres, recordant-los que el préstec és "una de les principals obres de misericòrdia". Les primeres biblioteques ubicades en claustres monàstics i associades amb scriptoria eren col·leccions de faristol amb llibres encadenats. Els prestatges construïts a sobre i entre faristols adossats van ser l’inici de les llibreries. La cadena estava fixada a la vora anterior d'un llibre en lloc de la columna vertebral. Les llibreries van arribar a disposar-se en files perpendiculars a les parets i, per tant, a les finestres, per tal de maximitzar la il·luminació, amb prestatges baixos davant de les finestres. Aquest "sistema de parada" (és a dir, prestatgeries fixes perpendiculars a les parets exteriors travessades per finestres molt separades) era característic de les biblioteques institucionals angleses. A les biblioteques europees, les prestatgeries es disposaven paral·lelament a i contra les parets. Aquest "sistema de paret" es va introduir per primera vegada a gran escala al Monestir d'El Escorial espanyol.
La producció de llibres va quedar relegada gairebé exclusivament als monestirs més grans, on tant els monjos com els germans laics eren copistes i enquadernadors. Es feia servir artistes per il·lustrar pàgines amb dissenys elaborats, majúscules i imatges. Un monestir important podria tenir fins a 40 escribes treballant a la scriptoria; l'escrivà mitjà copiaria dos llibres a l'any.
Com a extensions de l’Església catòlica, les col·leccions de les biblioteques medievals sovint excloïen materials considerats herètics o "pagans", com ara les obres de Plató i Aristòtil.
A més, al cristianisme oriental les biblioteques del monestir conservaven importants manuscrits. Els més importants eren els dels monestirs del mont Athos per a cristians ortodoxos i la biblioteca del monestir de Santa Caterina a la península del Sinaí, Egipte, per a l’ església copta.
Un cas especial el constitueixen les biblioteques medievals jueves. En absència d’institucions dedicades a la producció i conservació de manuscrits (excepte el yeshivot), la gran majoria de les biblioteques jueves eren semiprivades o privades.

## Renaixement

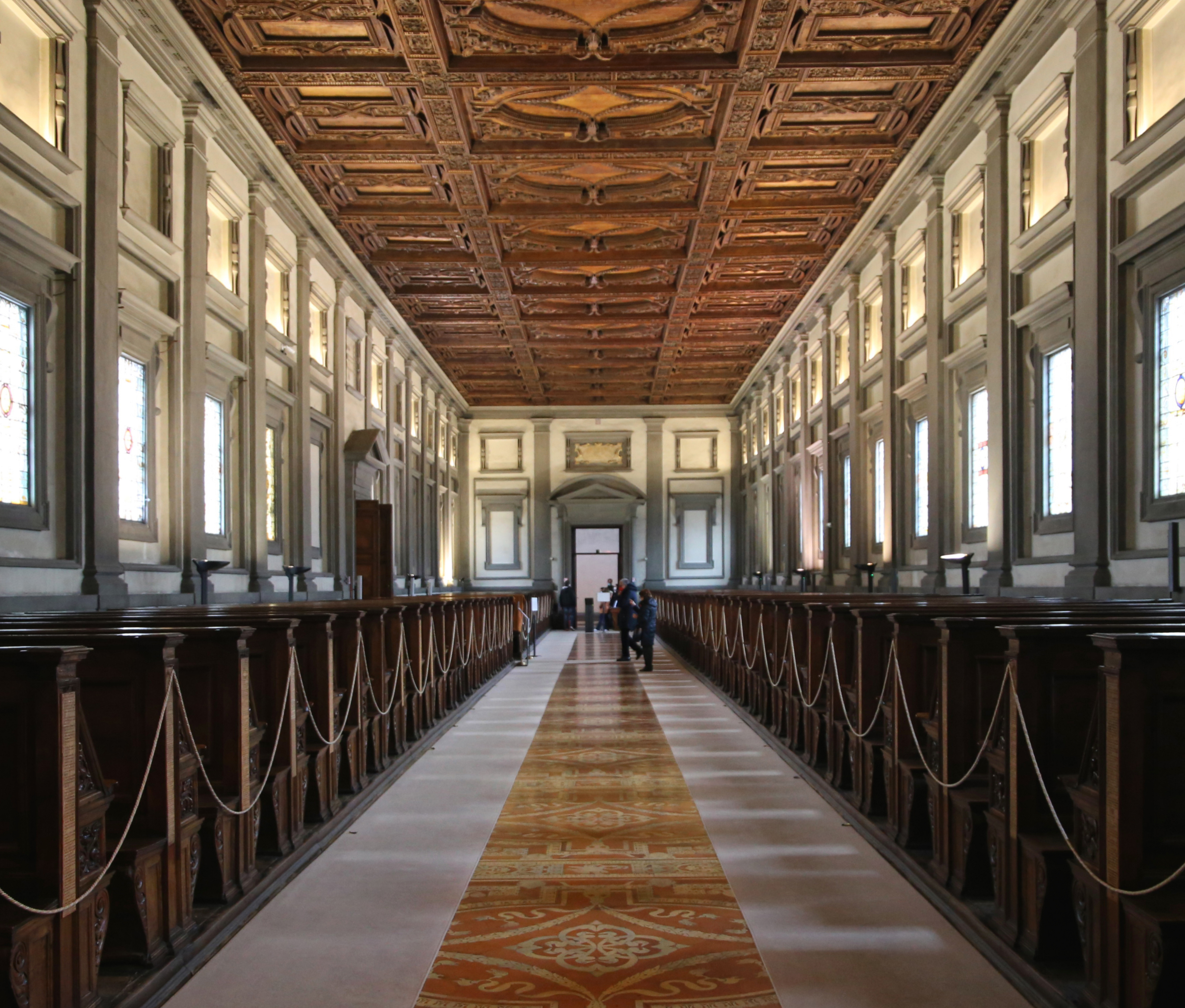
Sala de lectura de la Biblioteca Laurentiana

Des del segle xv al centre i al nord d'Itàlia, les biblioteques d'humanistes i els seus patrons il·lustrats van proporcionar un nucli al voltant del qual es reunia una "acadèmia" d'estudiosos a cada ciutat italiana de conseqüència. Malatesta Novello, senyor de Cesena, va fundar la Biblioteca Malatestiana. Cosimo de Medici a Florència va establir la seva pròpia col·lecció, que va constituir la base de la Biblioteca Laurenziana. A Roma, les col·leccions papals van ser reunides pel papa Nicolau V, en biblioteques gregues i llatines separades, i allotjades pel papa Sixt IV, que va consignar la Bibliotheca Apostolica Vaticana a cura del seu bibliotecari, l’humanista Bartolomeo Platina, el febrer de 1475.
La Bibliotheca Corvinniana hongaresa va ser una de les primeres i més grans biblioteques renaixentistes grec-llatines, creada per Matthias Corvinus, rei d’Hongria entre 1458 i 1490. El 1490, la biblioteca constava d’uns 3.000 còdexs o "Corvinae". Beatriu d'Aragó, reina d'Hongria, va animar el seu treball amb la Bibliotheca Corviniana. Després de la mort de Matthias el 1490, molts dels manuscrits van ser agafats de la biblioteca i dispersats, posteriorment la invasió turca a Hongria al segle xvi va portar els valuosos manuscrits restants a Turquia.
Al segle xvi Sixt V va dividir el Pati del Belvedere de Bramant amb una ala creuada per allotjar la Biblioteca Apostòlica amb una adequada magnificència. Als segles xvi i xvii es van reunir a Roma altres biblioteques dotades de particulars: la Vallicelliana, formada a partir dels llibres de sant Filippo Neri, amb altres biblioteques distingides com la de Cesare Baronio, la Biblioteca Angèlica fundada per l'agustí Angelo Rocca, només una biblioteca veritablement pública a la Roma de la Contrareforma; la Biblioteca Alessandrina amb la qual el papa Alexandre VII va dotar la Universitat de Roma; la Biblioteca Casanatense del cardenal Girolamo Casanate; i finalment la Biblioteca Corsiniana fundada pel bibliòfil Climent XII Corsini i el seu nebot el cardenal Neri Corsini, encara allotjada al Palazzo Corsini de la via della Lungara. La República de Venècia va patrocinar la fundació de la Biblioteca Marciana, basada en la biblioteca del cardenal Basilios Bessarion. El cardenal Federico Borromeo de Milà va fundar la Biblioteca Ambrosiana.
Aquesta tendència aviat es va estendre fora d'Itàlia, per exemple Lluís III del Palatinat va fundar la Biblioteca Palatina de Heidelberg.
Aquestes biblioteques tenien menys volums que les biblioteques modernes; però tenien molts manuscrits valuosos d’obres gregues, llatines i bíbliques. Després de la invenció de la impremta, moltes biblioteques del Renaixement van començar a recopilar textos impresos amb informació útil, així com manuscrits històrics; aquest canvi es va produir entre 1550 i 1650 aproximadament. Aquesta transició de les col·leccions durant el Renaixement no va ser només un canvi de manuscrits a textos impresos, sinó també de llibres com a artefactes estètics de luxe costosos tant en forma impresa com manuscrita a una despesa en múltiples còpies de textos impresos que contenien informació valuosa i pràctica. Un exemple és la biblioteca del Palau Ducal d'Urbino, Itàlia. Aquesta biblioteca del Palau Ducal d'Urbino conté una antiga biblioteca amb textos que principalment servien per registrar la història de la família del duc d'Urbino i mostrar la seva magnificència, i una biblioteca més nova que era un sistema de recuperació d’informació per a la investigació i la discussió d’estudis contemporanis. La biblioteca ducal també contenia allò que consideraríem com a material d’arxiu, com ara manuscrits de butlletins del Renaixement i documents diplomàtics, d'enginyeria, militars i altres documents polítics i morals.
El Pavelló Tianyi, fundada l'any 1561 per Fan Qin durant la dinastia Ming, és la biblioteca més antiga existent a la Xina. En el seu apogeu, comptava amb una col·lecció de 70.000 volums de llibres antics.

## Biblioteques de l'era de la Il·lustració

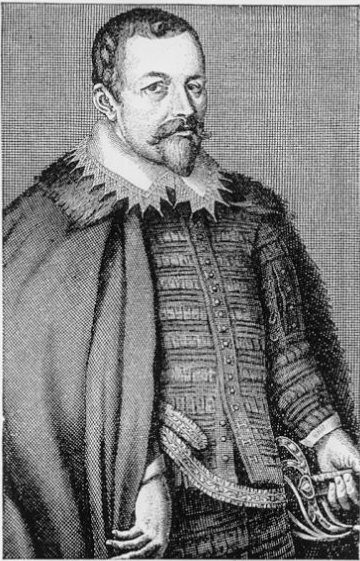
Thomas Bodley va fundar la Biblioteca Bodleian el 1602 com una antiga biblioteca pública.

Els segles XVII i XVIII inclouen el que es coneix com una època daurada de les biblioteques; durant aquest període es van fundar algunes de les biblioteques més importants a Europa. La biblioteca de Francis Trigge de l'església de St. Wulfram, Grantham, Lincolnshire, va ser fundada el 1598 pel rector de la propera Welbourne. Aquesta biblioteca es considera l' "avantpassada de les biblioteques públiques" perquè no es requeria que els usuaris fossin membres d'un col·legi o església en particular per utilitzar la biblioteca. La biblioteca de Trigge contenia més de 350 llibres, i la seva inclusió de recursos catòlics i protestants es considera única per a l'època, ja que els conflictes religiosos durant els anys de la Reforma eren habituals.
Thomas Bodley va fundar la Biblioteca Bodleian, que estava oberta a tota la república dels erudits, la biblioteca de Norwich City es va crear el 1608 i la Biblioteca Britànica el 1753. La biblioteca de Chetham a Manchester, que pretén ser la biblioteca pública més antiga del món de parla anglesa, es va inaugurar el 1653. Altres biblioteques de la ciutat del Regne Unit inclouen les d'Ipswich (1612), Bristol (fundada el 1613 i oberta el 1615) i Leicester (1632). L'escola Shrewsbury també va obrir la seva biblioteca als habitants de la ciutat.
La Biblioteca Mazarina va ser inicialment la biblioteca personal del cardenal Mazarin (1602–1661), que era un gran bibliòfil. La seva primera biblioteca, organitzada pel seu bibliotecari, Gabriel Naudé, es va dispersar quan va haver de fugir de París durant la Fronda. Després va començar una segona biblioteca amb el que quedava de la primera, ajudat pel successor de Naudé, François de La Poterie. A la seva mort, va llegar la seva biblioteca, que havia obert als erudits des del 1643, al Collège des Quatre-Nations que havia fundat el 1661. La Bibliothèque Sainte-Geneviève també es va fundar a París, la Biblioteca Nacional Austríaca de Viena, la Biblioteca Central Nacional de Florència, la Biblioteca Estatal Prussiana de Berlín, la Biblioteca Załuski de Varsòvia i la Biblioteca Pública Estatal ME Saltykov-Shchedrin de Sant Petersburg.
Però aquesta època daurada no va ser només un període prosaic de gran expansió del nombre i l'accessibilitat de les biblioteques europees; també va ser un període de gran conflicte. La reforma no només va inspirar una redistribució del poder, sinó també una redistribució de la riquesa i el coneixement. Mentre que la Guerra dels Trenta Anys (1618–1648) va delmar la població d’Europa (de 21 milions al començament del conflicte a 13 milions al final) també va ajudar la redistribució d’aquesta riquesa i coneixement. :116
Sovint l'espoli d’aquest conflicte incloïa la recuperació de llibres de monestirs i biblioteques saquejats. Atès el gran cost associat a la creació del còdex, no hauria de sorprendre que els llibres fossin vistos com un premi tant de riquesa pecuniària com escolar, suficient perquè un noble bavarès anomenat Maximilià I duc de Baviera enviés els continguts capturats de la Biblioteca palatina d'Heidelberg al Vaticà com a trofeu al papa Gregori XV. :118–119 A l'altra banda del conflicte, el rei suec Gustav Adolphus es va dirigir específicament a les escoles i seminaris jesuïtes i va fer tornar un munt de botins (llibres i manuscrits confiscats) a les biblioteques de casa seva. :118 Grans volums de llibres van canviar de mans durant la Guerra dels Trenta Anys i, finalment, van trobar el seu camí per Europa, on van sorgir noves biblioteques per allotjar aquests tresors redistribuïts.
A més de la barreja de coneixements com a botí de guerra, la impremta va crear economies d'escala que van permetre que l'intercanvi de llibres fos més comú. :119–120 Les fires de llibres eren l'elecció de venda més freqüentada pels comerciants i els catàlegs eren l’organització més habitual. :120
Els col·leccionistes d’aquest període van ajudar a donar forma a les biblioteques. Podem veure ressons de moltes de les seves innovacions a la forma de les biblioteques actuals. Com es va assenyalar anteriorment, influït pels ideals de Gabriel Naude, el cardenal Jules Mazarin va proclamar la seva biblioteca "oberta a tothom sense excepció". :122 També, inspirant possiblement un trop, Sir Robert Cotton va organitzar la seva biblioteca amb la col·locació de bustos d’antics romans a la part superior de les seves prestatgeries i va catalogar el seu contingut de manera alfanumèrica basant-se en el nom del prestatge (bust) i la posició física del llibre a la prestatgeria (segons el nombre de llibres anteriors). :123-124
A principis del segle xviii, les biblioteques eren cada vegada més públiques i prestaven biblioteques amb més freqüència. Al segle xviii es va passar de les biblioteques parroquials tancades a les biblioteques de préstec. Abans d’aquest temps, les biblioteques públiques tenien un caràcter parroquial i les biblioteques sovint encadenaven els seus llibres a escriptoris. Les biblioteques tampoc no estaven obertes de manera uniforme al públic.

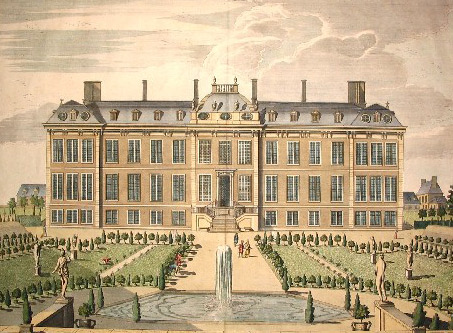
El British Museum es va crear el 1751 i tenia una biblioteca que contenia més de 50.000 llibres.

La Biblioteca Palafoxiana de la ciutat de Puebla, Mèxic, és reconeguda per la UNESCO per ser la primera biblioteca pública de les Amèriques. Fundada el 1646 per Juan de Palafox y Mendoza.

Tot i que el British Museum existia en aquest moment i contenia més de 50.000 llibres, la biblioteca nacional no estava oberta al públic, ni tan sols a la majoria de la població. L'accés al museu depenia dels passis, dels quals de vegades hi havia un període d'espera de tres a quatre setmanes. A més, la biblioteca no estava oberta a la navegació. Un cop emès un passi a la biblioteca, el lector podia fer-ne un recorregut. Molts lectors es van queixar que la gira va ser massa curta.
Tot i que la majoria de biblioteques van seguir aquest model de restricció de patrons, hi va haver excepcions com la Biblioteca Ducal de Wolfenbüttel, que estava oberta cada dia al matí i a la tarda. La biblioteca tenia un conjunt divers de mecenes, dels quals un gran percentatge eren usuaris de classe mitjana i no acadèmics. Entre el 1714 i el 1799, la biblioteca va prestar 31.485 llibres, la majoria de ficció, a 1.648 mecenes.

### Biblioteques de subscripció
A principis del segle xix, pràcticament no hi havia biblioteques públiques en el sentit en què ara entenem el terme, és a dir, biblioteques proporcionades amb fons públics i de lliure accés per a tothom. Només una biblioteca important a Gran Bretanya, a saber, la biblioteca de Chetham a Manchester, era totalment lliure i accessible al públic. Tot i això, hi havia hagut tota una xarxa de subministrament de biblioteques de forma privada o institucional.
L'augment de la literatura secular en aquest moment va afavorir la difusió de les biblioteques de préstec, especialment les biblioteques de subscripció comercial. Molts clubs de llibres petits i privats es van convertir en biblioteques de subscripció, cobrant taxes anuals elevades o obligant els membres subscriptors a comprar materials per a les biblioteques. Els materials disponibles per als subscriptors solien centrar-se en temes específics, com ara la biografia, la història, la filosofia, la teologia i els viatges, en lloc de les obres de ficció, especialment la novel·la.
A diferència d’una biblioteca pública, l'accés sovint es restringia als membres. Algunes de les primeres institucions d’aquest tipus es van fundar a Anglaterra del final del segle xvii, com la biblioteca de Chetham el 1653, la biblioteca Innerpeffray el 1680 i la biblioteca Thomas Plume el 1704. A les colònies americanes, la Biblioteca Company de Filadèlfia va ser creada el 1731 per Benjamin Franklin a Filadèlfia, Pennsilvània. La biblioteca Junto i la subscripció de Franklin van guanyar popularitat a les colònies i, "cap a la dècada de 1750, havien aparegut una dotzena de biblioteques de subscripció més, establertes a Pennsilvània, Rhode Island, Carolina del Sud, Massachusetts, Nova York, Connecticut i Maine".
Les biblioteques parroquials adscrites a parròquies anglicanes o capelles inconformistes a Gran Bretanya van sorgir a principis del segle xviii i van preparar el camí per a les biblioteques públiques locals.
L'augment de la producció i la demanda de ficció promogudes pels mercats comercials van provocar l'augment de les biblioteques en circulació, que van satisfer una necessitat que les biblioteques de subscripció no complien. William Bathoe va afirmar que la seva empresa comercial era "la biblioteca original de circulació", obrint portes a dos llocs de Londres el 1737. Les biblioteques en circulació també cobraven tarifes de subscripció als usuaris i oferia temes seriosos, així com les populars novel·les, per tant la dificultat de distingir clarament la circulació de les biblioteques de subscripció.
Les biblioteques de subscripció tenien un caràcter democràtic; creat per i per a comunitats de subscriptors locals que pretenien establir col·leccions permanents de llibres i materials de lectura, en lloc de vendre les seves col·leccions anualment tal com solien fer les biblioteques en circulació, per tal de recaptar fons per donar suport als seus altres interessos comercials. Tot i que les biblioteques de subscripció sovint eren fundades per societats de lectura, els comitès, elegits pels subscriptors, escollien llibres per a la col·lecció generals en lloc d’adreçar-se a un grup religiós, polític o professional concret. Els llibres seleccionats per a la col·lecció eren escollits perquè serien mútuament beneficiosos per als accionistes. El comitè també va seleccionar els bibliotecaris que gestionarien la circulació de materials.
A Gran Bretanya, hi havia més de 200 biblioteques comercials en circulació obertes el 1800, més del doble del nombre de subscripcions i biblioteques privades que funcionaven al mateix temps. Molts propietaris van acudir a la clientela més de moda, fent un gran soroll sobre el tipus de botiga que oferien, els interiors exuberants, molt espai i moltes hores de servei."Aquestes" biblioteques "s'anomenarien avui col·leccions de lloguer".

### Biblioteques privades

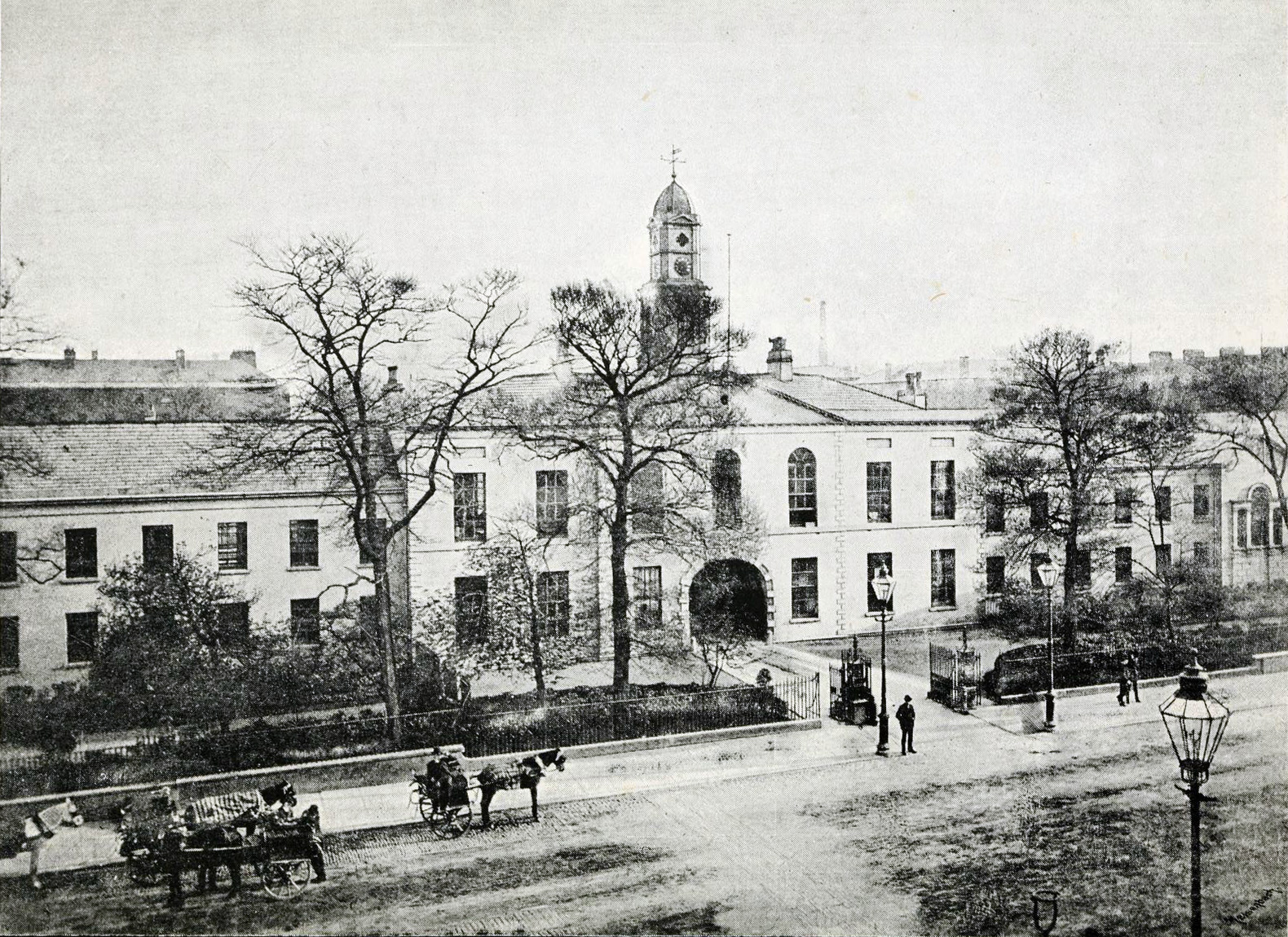
La Biblioteca Linen Hall era una biblioteca de subscripció del. Imatge el 1888, poc abans de la seva demolició.

Les biblioteques de subscripció privada funcionaven de manera similar a les biblioteques de subscripció comercials, amb algunes variacions. Una de les versions més populars de la biblioteca de subscripció privada era la biblioteca només per a senyors. La pertinença es limitava als propietaris o accionistes, i anava des d’una dotzena o dos fins a quatre i cinc-cents.
La biblioteca de subscripcions de Liverpool era una biblioteca només per a senyors. El 1798 va passar a denominar-se Ateneu quan es va reconstruir amb una redacció i una cafeteria. Tenia una entrada d’una Guinea i una subscripció anual de cinc xílings. L’anàlisi dels registres dels primers dotze anys proporciona una visió dels hàbits de lectura de la classe mitjana en una comunitat mercantil en aquest període. Les seccions més grans i populars de la biblioteca van ser història, antiguitats i geografia, amb 283 títols i 6.121 manlleus i belles-lettres, amb 238 títols i 3.313 manlleus.

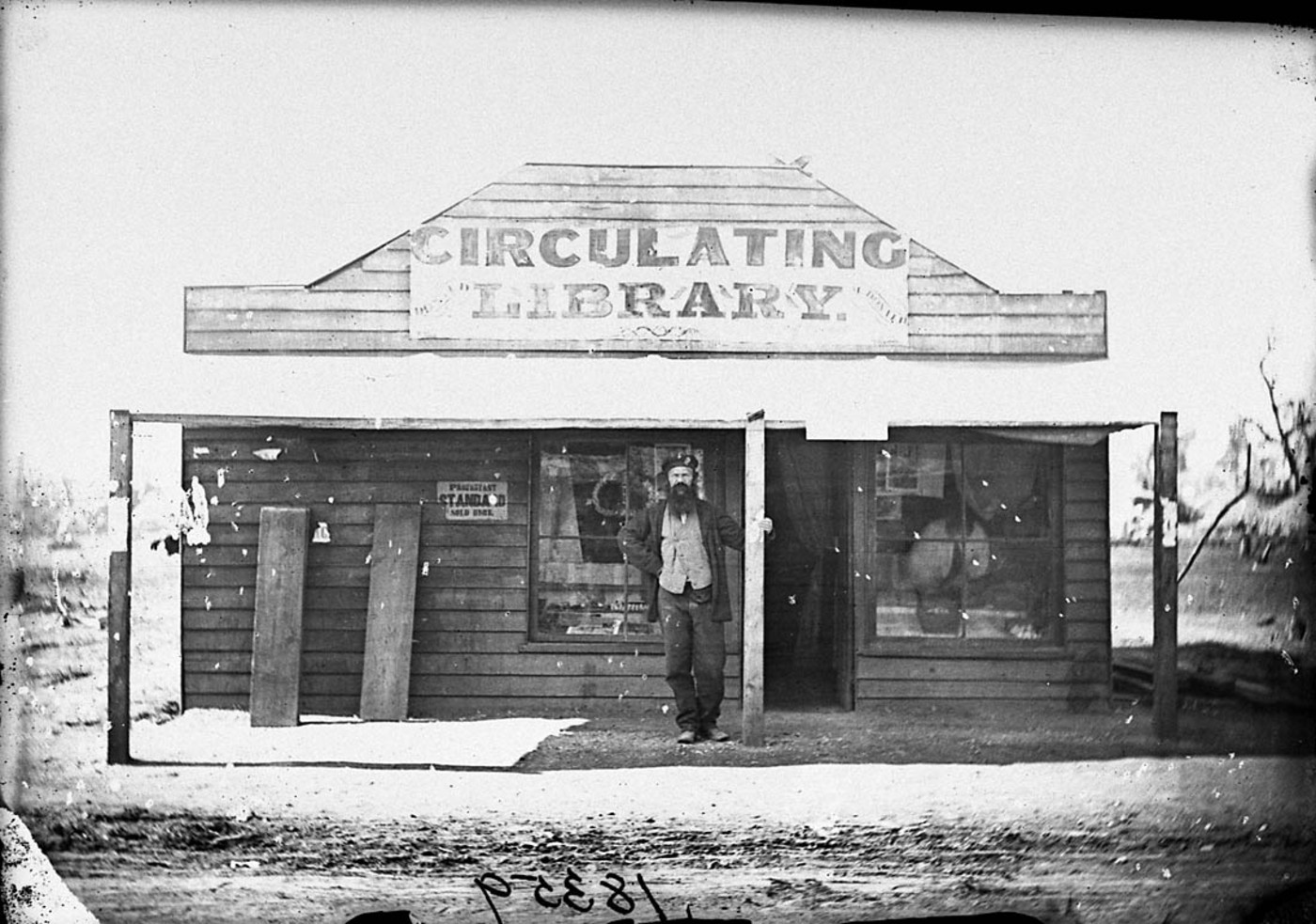
Biblioteca circulant i papereria, Gulgong, Austràlia 1870

Les biblioteques privades amb subscripció tenien un major control tant sobre la pertinença com sobre els tipus de llibres de la biblioteca. La ficció barata estava pràcticament absent. Les biblioteques de subscripció s'enorgullien de la seva respectabilitat. El percentatge més alt de subscriptors sovint eren propietaris de terres, membres de la noblesa i professionals.
Cap a finals del segle xviii i en les primeres dècades del segle xix, la necessitat de llibres i educació general es va fer sentir entre les classes socials creades pels inicis de la Revolució Industrial. A finals del segle xviii es va produir un augment de les biblioteques de subscripció destinades a l’ús de comerciants. El 1797 es va establir a Kendal la Biblioteca Econòmica, "dissenyada principalment per a l'ús i la instrucció de les classes treballadores". També hi va haver la biblioteca d'Artizans establerta a Birmingham el 1799. El preu de l'entrada era de 3 xílings. La subscripció era d'1 xíling a 6 penics per trimestre. Es tractava d’una biblioteca de literatura general. Les novel·les, inicialment excloses, van ser admeses després amb la condició que no representessin més d’una desena part dels ingressos anuals.
Benjamin Franklin va liderar la fundació de la primera biblioteca de subscripció nord-americana. A Filadèlfia, Franklin va formar "un club de millores mútues" anomenant-lo "Junto", que significava un consell o una combinació d'individus organitzats per a un propòsit específic. Com que els homes d’aquest club tenien uns ingressos constants, es podien permetre el luxe de formar part d’aquest club i comprar llibres. Només alguns en tenien prou per ser considerats una biblioteca; junts van compartir el que tenien tots.

## Biblioteques nacionals

### Orígens

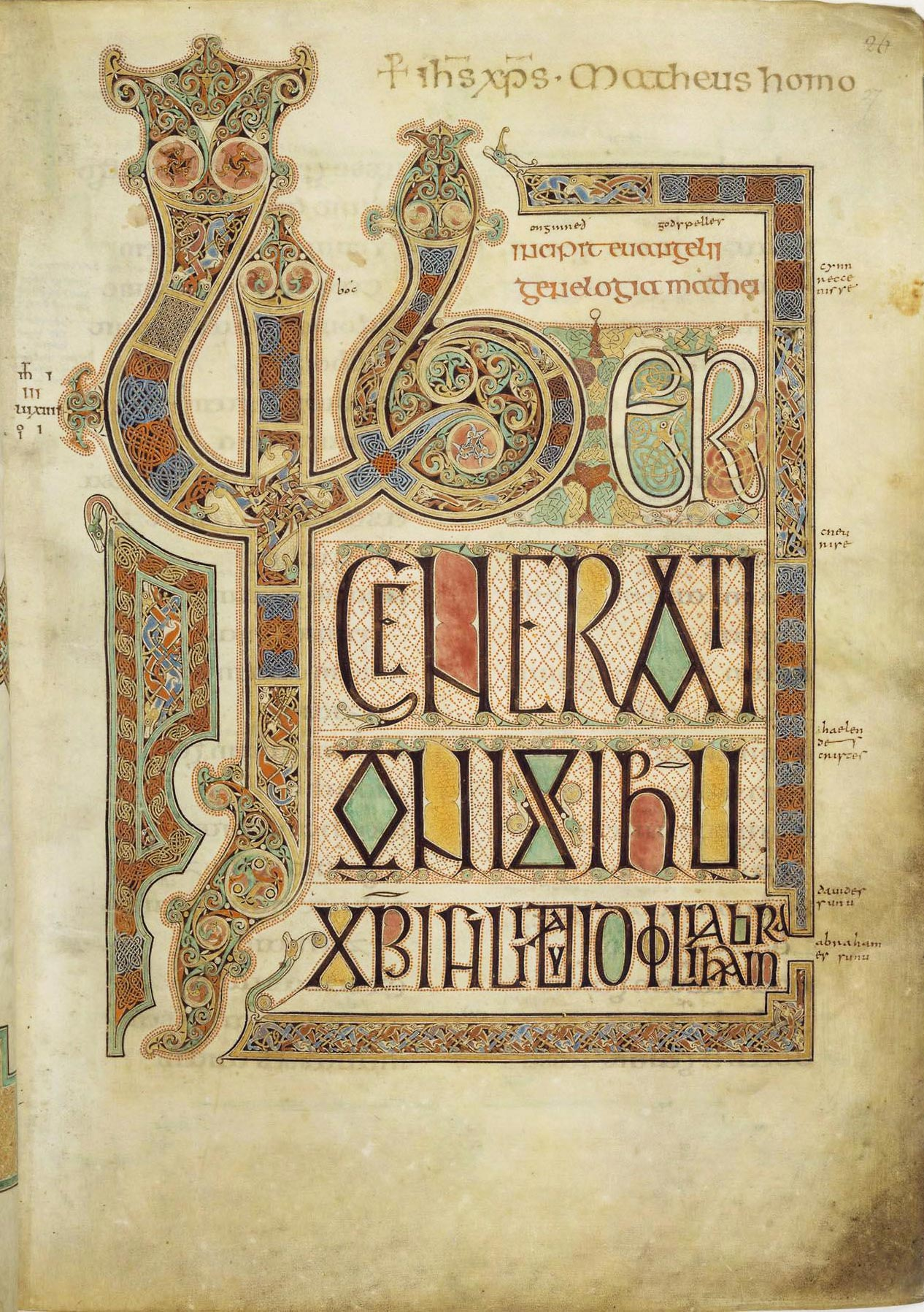
Els evangelis de Lindisfarne són un més dels tresors recollits per Sir Robert Cotton.

Les primeres biblioteques nacionals van tenir els seus orígens en les col·leccions reials del sobirà o d'algun altre òrgan suprem de l'estat. Aquesta era es denomina "època daurada de les biblioteques", amb milions de llibres impresos disponibles i un gran interès creixent tant en la literatura nacional com en la clàssica. Les biblioteques nacionals acabarien convertint-se en objectes d’orgull d’aquest mateix esperit, la majoria dels europeus es consideraven pertànyer a una nació primer i a una religió en segon lloc. Les guerres de religió donarien pas a les guerres de nacionalisme, tan ferotges i generalitzades com sempre. Això es convertiria en un important punt d'inflexió per a moltes biblioteques i les seves col·leccions.
Un dels primers plans per a una biblioteca nacional va ser ideat pel matemàtic gal·lès John Dee, que el 1556 va presentar a Maria I d’Anglaterra un pla visionari per a la preservació de llibres antics, manuscrits i registres i la fundació d’una biblioteca nacional, però la seva proposta no va ser acceptada.
A Anglaterra, la proposta de Sir Richard Bentley per a la construcció d'una biblioteca reial publicada el 1694 va estimular l'interès renovat pel tema. Robert Cotton, un ric antiquari, va reunir la col·lecció privada de manuscrits més rica del món en aquell moment i va fundar la Cotton Library. Després de la dissolució dels monestirs, molts manuscrits antics i inestimables que havien pertangut a les biblioteques monàstiques van començar a difondre's entre diversos propietaris, molts dels quals desconeixien el valor cultural dels manuscrits. El geni de Sir Robert estava a la recerca, compra i conservació d’aquests documents antics. Després de la seva mort, el seu net va donar la biblioteca a la nació com a primera biblioteca nacional. Aquest trasllat va establir la formació de la Biblioteca Britànica.

### Biblioteques nacionals

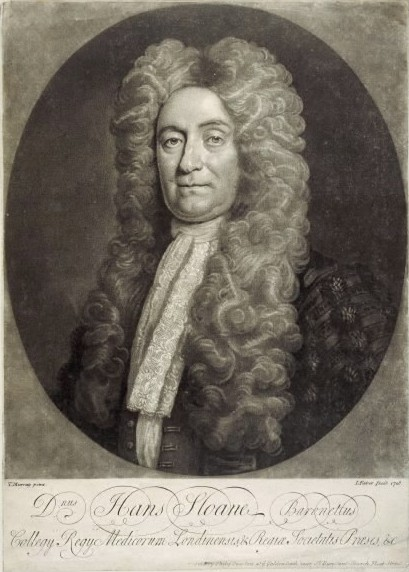
La col·lecció de llibres i manuscrits de Sir Hans Sloane va ser llegada al British Museum.

La primera veritable biblioteca nacional es va fundar el 1753 com a part del British Museum. Aquesta nova institució va ser la primera d'un nou tipus de museu: nacional, que no pertanyia ni a l'església ni al rei, obert lliurement al públic i amb l'objectiu de recollir-ho tot. Els fonaments del museu es trobaven en la voluntat del metge i naturalista Sir Hans Sloane, que va reunir una envejable col·lecció de curiositats al llarg de la seva vida que va llegar a la nació per 20.000 lliures esterlines.
La col·lecció de Sloane incloïa uns 40.000 llibres impresos i 7.000 manuscrits, a més de gravats i dibuixos. La British Museum Act 1753, també va incorporar la biblioteca Cotton i la biblioteca Harleian. A aquestes es va unir el 1757 la Biblioteca Reial, reunida per diversos monarques britànics.
Les primeres galeries d’exposicions i sala de lectura per a estudiosos es van obrir el 15 de gener de 1759, i el 1757, el rei Jordi II li va concedir el dret a una còpia de tots els llibres publicats al país, garantint així que la biblioteca del museu s'expandís indefinidament.
Anthony Panizzi es va convertir en el bibliotecari principal de la Biblioteca Britànica el 1856, on va supervisar la seva modernització. Durant el seu mandat, els fons de la Biblioteca van augmentar de 235.000 a 540.000 volums, cosa que la va convertir en la biblioteca més gran del món en aquell moment. La seva famosa|sala de lectura circular es va inaugurar el 1857. Panizzi va emprendre la creació d'un nou catàleg, basat en les "Noventa i una regles de catalogació" (1841) que va idear amb els seus ajudants. Aquestes regles van servir de base per a totes les regles de catàleg posteriors dels segles xix i xx, i es troben als orígens de la ISBD i d’elements de catalogació digital com Dublin Core.

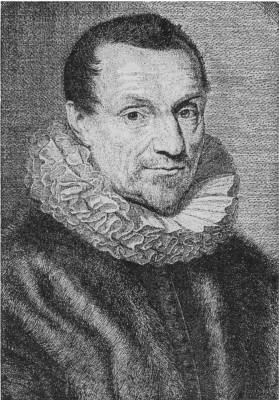
Com a bibliotecari de la Biblioteca Mazarina, Jacques-Auguste de Thou la va transformar en la biblioteca més gran del món aleshores.

A França, la primera biblioteca nacional va ser la Bibliothèque Mazarine, que va evolucionar des del seu origen com a biblioteca reial fundada al Palau del Louvre per Carles V el 1368. A la mort de Carles VI, aquesta primera col·lecció va ser comprada unilateralment pel regent anglès de França, el duc de Bedford, que la va transferir a Anglaterra el 1424. Aparentment, es va dispersar a la seva mort el 1435. La invenció de la impressió va donar lloc a l'inici d'una altra col·lecció al Louvre heretada per Lluís XI el 1461. Francesc I va transferir la col·lecció el 1534 a Fontainebleau i la va fusionar amb la seva biblioteca privada.
El nomenament de Jacques Auguste de Thou com a bibliotecari al segle xvii va iniciar un període de desenvolupament que la va convertir en la col·lecció de llibres més gran i rica del món. La biblioteca es va obrir al públic el 1692, sota l'administració de l'abat Louvois, fill del ministre Louvois. L'abat Louvois va ser succeït per l'abat Bignon, o Bignon II, com va ser anomenat, que va instituir una reforma completa del sistema de la biblioteca. Es van fer catàlegs que van aparèixer del 1739 al 1753 en 11 volums. Les col·leccions van augmentar constantment per compra i regal a l'esclat de la Revolució Francesa, moment en què es trobava en greu perill de destrucció parcial o total, però a causa de les activitats d’Antoine-Augustin Renouard i Joseph Van Praet no va patir cap dany.
Les col·leccions de la biblioteca van augmentar a més de 300.000 volums durant la fase radical de la Revolució Francesa, quan es van apoderar de les biblioteques privades d’aristòcrates i clergues. Després de l'establiment de la Primera República Francesa el setembre de 1792, "l'Assemblea va declarar la Biblioteca del Roi com a propietat nacional i la institució va passar a denominar-se Biblioteca Nacional. Després de quatre segles de control per part de la Corona, aquesta gran biblioteca va passar a ser propietat del poble francès".

### Expansió
Als Estats Units recentment formats, James Madison va proposar per primera vegada instituir una biblioteca del congrés el 1783. La Biblioteca del Congrés ES va crear el 24 d'abril de 1800, quan el president John Adams va signar un acte del Congrés que preveia el trasllat de la seu del govern de Filadèlfia a la nova capital de Washington. Una part de la legislació va destinar 5.000 dòlars per a la compra de llibres necessaris per a l’ús del Congrés ... i per a l'adaptació d’un apartament adequat per contenir-los... " Es van demanar llibres a Londres i la col·lecció, que constava de 740 llibres i 3 mapes, es va allotjar al nou Capitoli.

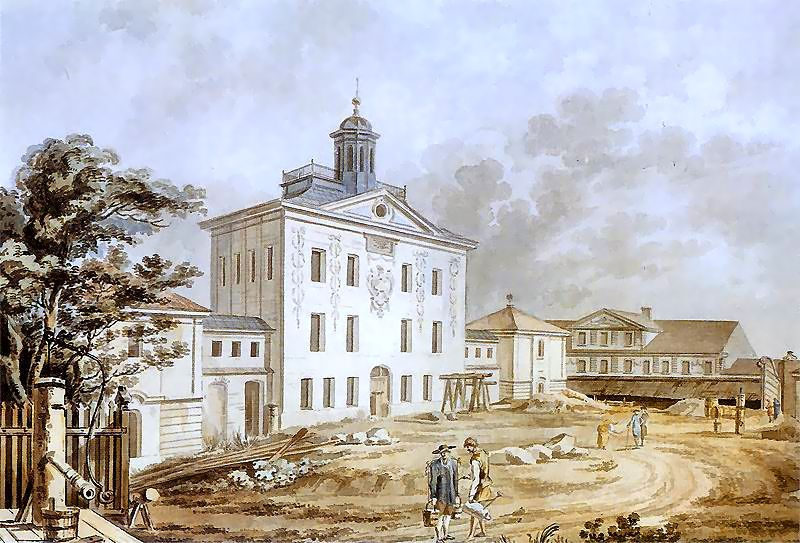
La Biblioteca Załuski de Polònia va ser presa per Rússia després de la partició del país, i la col·lecció va formar el nucli de la Biblioteca Pública Imperial Russa, creada el 1795.

La Biblioteca Pública Imperial de Rússia va ser creada el 1795 per Caterina la Gran, les col·leccions privades de la qual inclouen les biblioteques nacionals de Voltaire i Diderot, que havia comprat als seus hereus. La biblioteca personal de Voltaire continua sent un dels aspectes més destacats de la col·lecció. El pla d'una biblioteca pública russa es va presentar a Caterina el 1766, però l'emperadriu no va aprovar el projecte de la biblioteca imperial fins al 27 de maig de 1795, vuit mesos abans de la seva mort. La pedra angular del departament de llengua estrangera provenia de la Mancomunitat polonesa-lituana en forma de Biblioteca Załuski (420.000 volums), nacionalitzada pel govern rus en el moment de les particions. Els llibres en polonès de la biblioteca (que sumen uns 55.000 títols) van ser retornats a Polònia per la SFSR russa el 1921.
Tot i que Alemanya només es va unir com a estat el 1871, la primera biblioteca nacional es va crear en el context de les revolucions alemanyes de 1848. Diversos llibreters i editors van oferir les seves obres al Parlament de Frankfurt per a una biblioteca parlamentària. La biblioteca, dirigida per Johann Heinrich Plath, fou anomenada Reichsbibliothek ("biblioteca del Reich"). Després del fracàs de la revolució, la biblioteca es va abandonar i es va emmagatzemar el fons de llibres que ja existia al Germanisches Nationalmuseum de Nuremberg. El 1912, la ciutat de Leipzig, seu de la fira anual del llibre de Leipzig, el Regne de Saxònia i el Börsenverein der Deutschen Buchhändler (Associació de llibreters alemanys) van acordar fundar una biblioteca nacional alemanya a Leipzig. A partir de l'1 de gener de 1913, totes les publicacions en alemany es van recollir sistemàticament (inclosos els llibres d'Àustria i Suïssa).

## Biblioteques públiques modernes

### Regne Unit

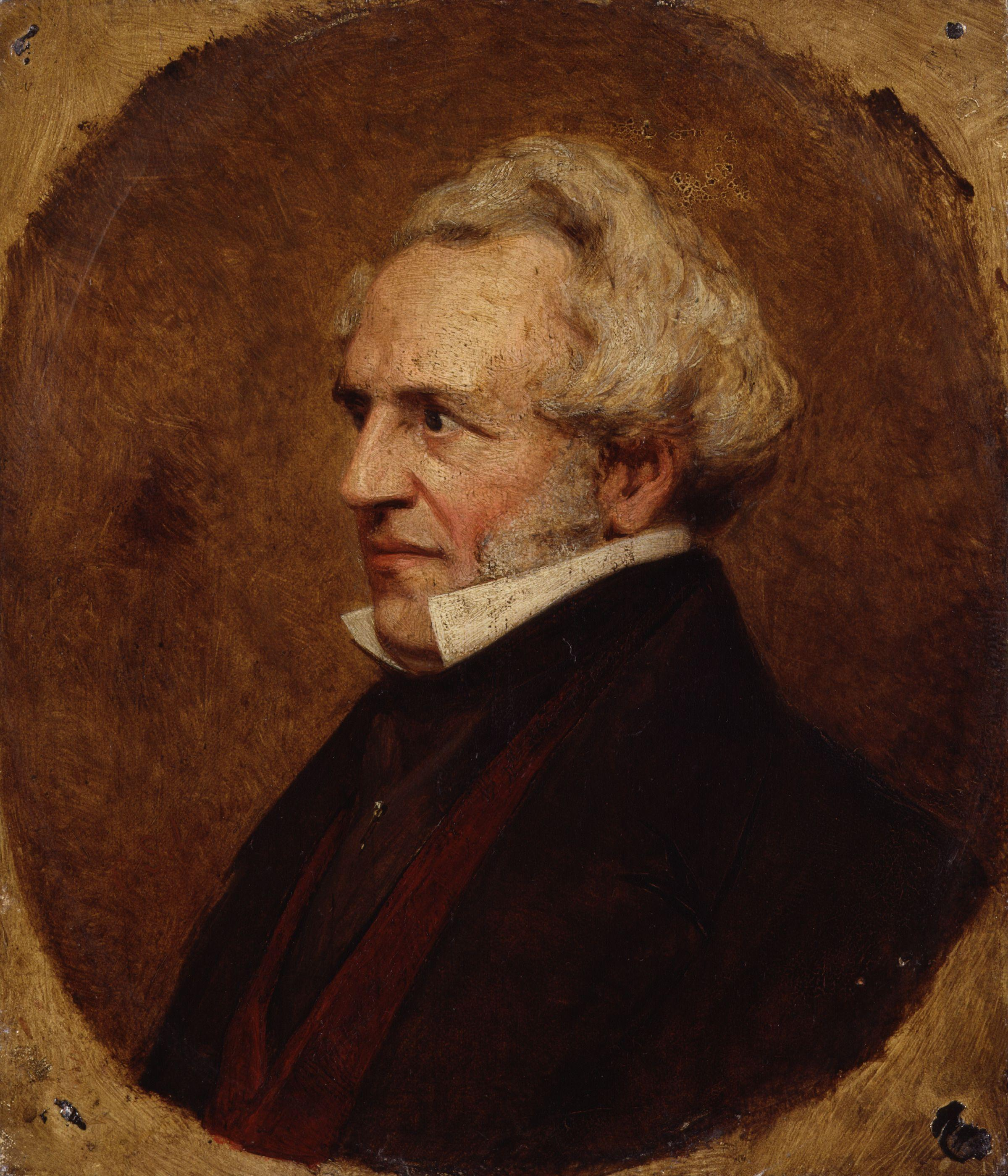
James Silk Buckingham va liderar la campanya per a les biblioteques públiques a mitjan.

Tot i que a mitjans del segle xix Anglaterra podia reclamar 274 biblioteques de subscripció i Escòcia, 266, la base del modern sistema de biblioteques públiques a Gran Bretanya és la Public Libraries Act 1850. La Llei va donar als districtes locals el poder d’establir biblioteques públiques gratuïtes i va ser el primer pas legislatiu cap a la creació d’una institució nacional duradora que proporcioni accés gratuït universal a la informació i la literatura. A la dècada de 1830, en el moment més àlgid del moviment cartista, hi va haver una tendència general cap al reformisme al Regne Unit. El model econòmic capitalista havia creat una quantitat important de temps lliure per als treballadors, i les classes mitjanes estaven preocupades perquè el temps lliure dels treballadors no estigués bé gastat. Això va ser motivat més pel paternalisme de la classe mitjana victoriana que per la demanda dels ordres socials més baixos. Els activistes van considerar que animar les classes baixes a dedicar el seu temps lliure a activitats moralment edificants, com ara llegir, afavoriria un major bé social.
El 1835, i en contra de l'oposició governamental, James Silk Buckingham, diputat de Sheffield i partidari del moviment de la temprança, va aconseguir assegurar la presidència del comitè selectiu que examinaria "l'extensió, les causes i les conseqüències del vici dominant de la intoxicació" entre les classes treballadores del Regne Unit "i proposar solucions. Francis Place, un defensor de la classe obrera, va acordar que "l'establiment de biblioteques parroquials i sales de lectura del districte i conferències populars sobre temes entretinguts i instructius per a la comunitat podrien atraure a alguns dels que ara freqüenten cases públiques només "gaudi que es permeten". Buckingham va presentar al Parlament un projecte de llei sobre institucions públiques que permetia als municipis cobrar un impost per establir biblioteques i museus, els primers d’aquest tipus. Tot i que això no es va convertir en llei, va tenir una influència important sobre el diputat de William Ewart i el diputat de Joseph Brotherton, que van introduir un projecte de llei que "[autoritzaria] els municipis amb una població de 10.000 o més persones per augmentar ½ cèntim per a l'establiment de museus". Això es va convertir en la Llei dels museus de 1845.

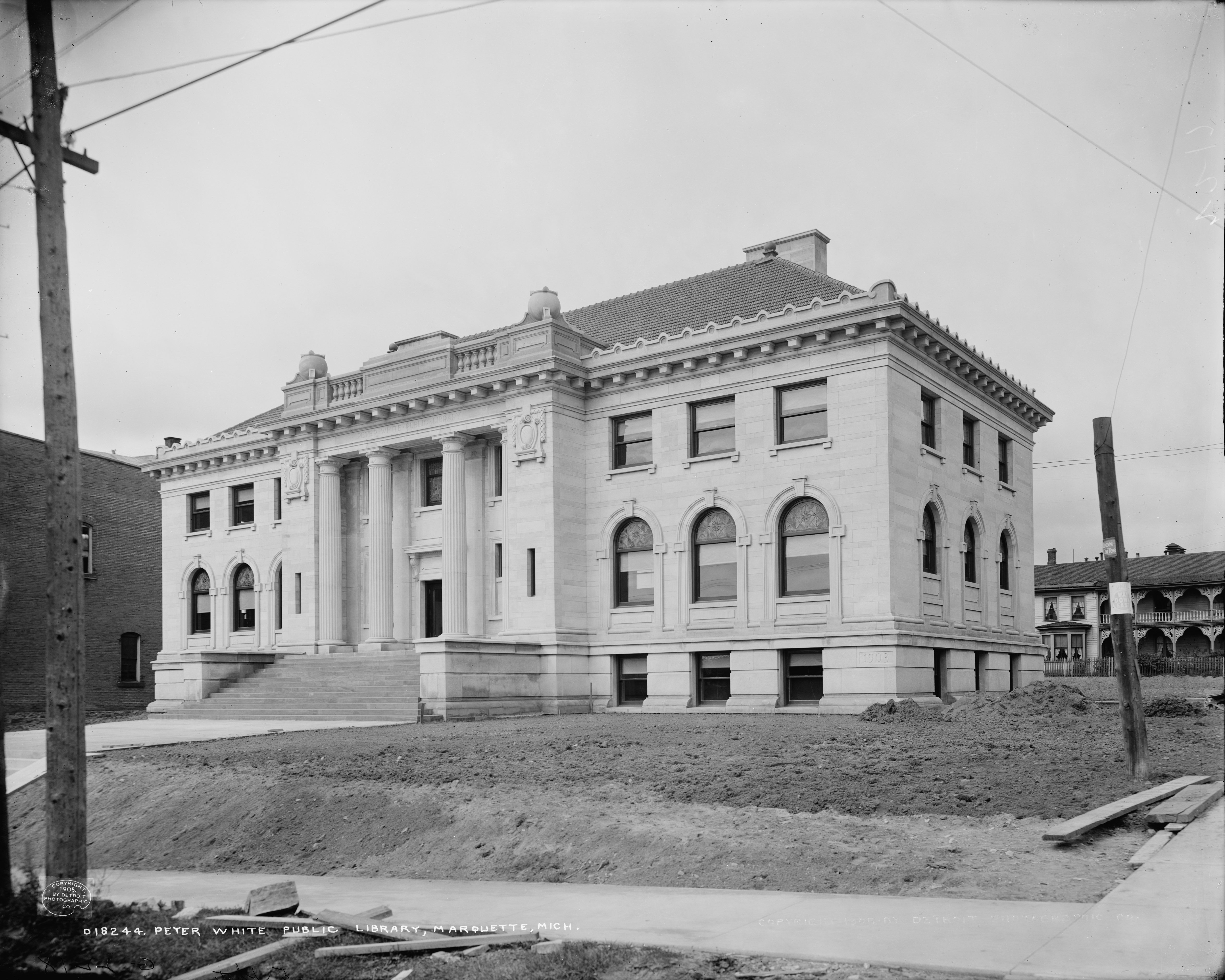
El canvi del va ser testimoni d’una enorme expansió en la provisió de biblioteques públiques al món de parla anglesa. A la foto, la Biblioteca pública Peter White, construïda el 1905.

L'advocacia d'Ewart i Brotherton va aconseguir llavors que es constituís un comitè selecte per considerar la provisió de biblioteques públiques. L'informe argumentava que la provisió de biblioteques públiques orientaria la gent cap a hàbits temperats i moderats. Amb l'objectiu de maximitzar el potencial de les instal·lacions actuals, el Comitè va fer dues recomanacions significatives. Van suggerir que el govern concedís subvencions per ajudar a la fundació de biblioteques i que es modifiqués i ampliés la Llei de museus de 1845 per permetre que es cobrés un impost per a l'establiment de biblioteques públiques. El projecte de llei va passar pel Parlament, ja que la majoria dels diputats consideraven que les biblioteques públiques proporcionarien facilitats per a la millora personal a través de llibres i lectura per a totes les classes, i que els nivells més elevats d’educació que s'assolien proporcionant biblioteques públiques resultarien en taxes de criminalitat més baixes.
El primer exemple a Anglaterra d’una biblioteca que es va dotar en benefici d’usuaris que no eren membres d’una institució com una catedral o un col·legi va ser la Francis Trigge Chained Library de Grantham, Lincolnshire, creada el 1598. La biblioteca encara existeix i pot afirmar que és precursora de sistemes de biblioteques públiques posteriors. El començament de les biblioteques modernes, gratuïtes i d’accés obert va començar realment al Regne Unit el 1847. El Parlament va nomenar un comitè, dirigit per William Ewart, sobre les biblioteques públiques per considerar la necessitat d’establir biblioteques a través del país: el 1849 el seu informe va assenyalar el mal estat del servei bibliotecari, va recomanar l'establiment de biblioteques públiques gratuïtes a tot el país i va donar lloc a la Llei de biblioteques públiques el 1850, que permetia a totes les ciutats amb una població superior a 10.000 recaptar impostos pel suport de les biblioteques públiques.
El Salford Museum and Art Gallery es va obrir per primera vegada el novembre de 1850 com a "The Royal Museum & Public Library", com la primera biblioteca pública gratuïta incondicionalment d'Anglaterra. La biblioteca de Campfield, Manchester va ser la primera biblioteca per operar una biblioteca de préstec gratuït sense subscripció en 1852. Norwich reclama ser el primer municipi a adoptar la Llei de biblioteques públiques de 1850 (que permetia que qualsevol municipi amb una població de 100.000 o més persones introduís una taxa de mig cèntim per establir biblioteques públiques, encara que no per comprar llibres). Norwich va ser l’onzena biblioteca que es va obrir, el 1857, després de Winchester, Manchester, Liverpool, Bolton, Kidderminster, Cambridge, Birkenhead i Sheffield.
Un altre acte important va ser la Llei d’educació de 1870, que va augmentar l'alfabetització i, per tant, la demanda de biblioteques. El 1877, més de 75 ciutats havien creat biblioteques gratuïtes i el 1900 la xifra havia arribat a 300. Això marca finalment l’inici de la biblioteca pública tal com la coneixem. I aquests actes van influir en lleis similars d'altres països, com els EUA.
Però la Segona Guerra Mundial va provocar bombardeigs nocturns de la força aèria alemanya, i les biblioteques d'Anglaterra els van patir. Tot i que les biblioteques de Londres havien previst la majoria d’evacuar els seus fons insubstituïbles, les biblioteques de les ciutats més petites també estaven amenaçades per la Luftwaffe alemanya, especialment ciutats com Coventry i Plymouth. Els valuosos fons de les ciutats amb un sistema de biblioteques més gran van distribuir els seus recursos insubstituïbles a les biblioteques de sucursal. Algunes biblioteques van fotografiar recursos i després van enviar els negatius a una ciutat rural. Altres feien microfilms.
Malauradament, algunes biblioteques van perdre col·leccions senceres a causa de les bombes alemanyes. Tant Coventry com Plymouth van perdre la majoria, si no la totalitat, de les seves participacions. A Coventry, es van perdre molts manuscrits importants, inclosos els llibres de comptes de moltes de les ciutats de gremis comercials medievals com la Drapers 'Company (1523-1764) i la Tanners' Company (1605-principis del 1800). També es van perdre a Coventry els arxius complets dels diaris locals. A Plymouth, després de vuit hores de bombardeig, no va quedar res.
A Liverpool, els bibliotecaris que treballaven a la Biblioteca Central havien col·locat els seus llibres al soterrani de l'edifici mentre esperaven l'evacuació dels llibres a una part més rural del país. Però el maig de 1941, la biblioteca va patir un devastador atac de bomba que va destruir molts dels fons, inclòs el catàleg principal i altres eines bibliogràfiques.

### Estats Units
Peterborough, New Hampshire (1833). Primer va ser finançat per una reunió municipal amb el suport de fons estatals del Fons Literari Estatal, que originalment es cobrava dels impostos de la Universitat Estatal, però no era prou adequada per finançar la universitat, de manera que els diners es van reassignar per a la biblioteca després amb una "Llei que preveu l'establiment de biblioteques públiques" el 1849. El Reverend Abiel Abbot va proposar la Peterborough Town Library com una col·lecció central de llibres que serien propietat de la gent i serien gratuïts per a tots els habitants de la ciutat. La col·lecció original va ser comprada pel reverend Abbot i els patrons de la biblioteca i es va allotjar a la botiga general de Smith & Thompson, que també actuava com a oficina de correus. La legislatura estatal de New Hampshire va ser encoratjada per la innovació d'Abbot i el 1849 es va convertir en "el primer estat que va aprovar una llei que autoritzava les ciutats a recaptar diners per establir i mantenir les seves pròpies biblioteques".El 1890 la biblioteca havia superat el seu espai i es va construir un nou edifici. Aquest edifici s'ha ampliat dues vegades des d’aleshores per donar cabuda a la creixent col·lecció. Segons el lloc web de la Peterborough Town Library, "la seva importància rau en el fet de crear-se sobre el principi, acceptat a la reunió de la ciutat, que la biblioteca pública, com l'escola pública, mereixia un manteniment per impostos públics i hauria de ser propietat i administració de la gent de la comunitat”.

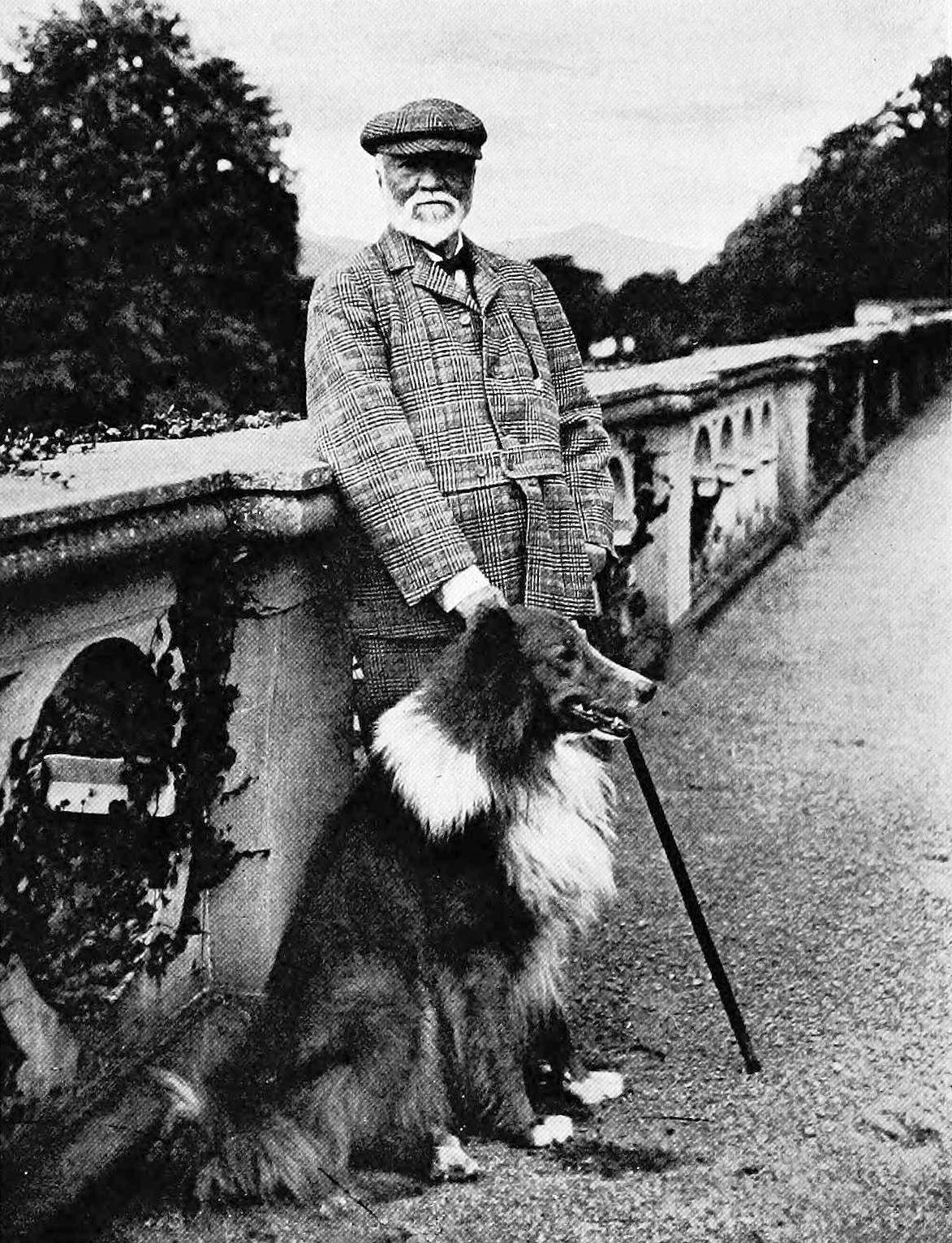
Andrew Carnegie va tenir un paper important en el finançament de biblioteques públiques de tot el món de parla anglesa.

L'Agència Federal de Gestió d'Emergències dels Estats Units (FEMA) reconeix les biblioteques com un servei comunitari inestimable i ha afegit biblioteques a la llista de serveis essencials elegibles per al finançament d'emergència després d'un desastre. Amb aquest finançament, les biblioteques poden restaurar els serveis més ràpidament per proporcionar accés a Internet, espais climatitzats, electricitat per carregar dispositius electrònics i accés a aigua corrent.
L' American School Library (1839) va ser una antiga biblioteca itinerant a la frontera als Estats Units. L’any 1876 és clau en la història de la biblioteconomia als Estats Units. L' American Library Association es va formar el 6 d'octubre, va fundar l'American Library JournalMelvil Dewey, va publicar el seu sistema de classificació basat en decimals i l'Oficina d'Educació dels Estats Units va publicar el seu informe, "Public libraries in the United States of Amèrica; la seva història, condició i gestió". Durant els anys posteriors a la Guerra Civil, es va produir un augment de l'establiment de biblioteques públiques, un moviment liderat principalment per clubs de dones de nova creació. Van contribuir amb les seves pròpies col·leccions de llibres, van dur a terme llargues campanyes de recaptació de fons per a edificis i van fer pressió a les seves comunitats per obtenir ajuda financera a les biblioteques, així com amb les legislatures i la Carnegie Library Endowment fundada al segle xx. Van liderar la creació del 75-80 per cent de les biblioteques de comunitats de tot el país.
Filantrops i homes de negocis, inclosos John Passmore Edwards, Henry Tate i Andrew Carnegie, van ajudar a augmentar el nombre de biblioteques públiques des de finals del segle xix. Carnegie, que va fer fortuna en gran part en la producció i la construcció d’acer, va dedicar una gran part de la seva fortuna a la filantropia. Només Carnegie va construir més de 2000 biblioteques als Estats Units, 660 biblioteques Carnegie a Gran Bretanya, a més de moltes més a la Commonwealth. Carnegie també va finançar biblioteques acadèmiques, afavorint escoles petites i escoles amb estudiants afroamericans. "El 1899, el Pennsylvania State College es va convertir en el primer col·legi a rebre finançament de Carnegie (150.000 dòlars) i la seva biblioteca es va construir el 1903." Al final d’aquesta vida, havia regalat 300 milions de dòlars, o el 90% de la seva riquesa. Carnegie va incloure universitats, biblioteques, centres mèdics, parcs públics, sales de reunions i concerts, banys públics i esglésies com a set àrees d’especial importància per a les activitats filantròpiques. Carnegie no va assumir la plena responsabilitat de la construcció de noves biblioteques i oficines bibliotecàries; més aviat, va estipular que les comunitats proporcionessin llocs per a biblioteques i que els governs es comprometessin a proporcionar salaris al personal i a mantenir-les. A més, les biblioteques de Carnegie no podien dependre únicament de fons privats, sinó que també necessitaven fons públics. Això va assegurar que les biblioteques formessin part de la comunitat i continuessin rebent finançament després de la donació inicial. En total, Carnegie va donar 40 milions de dòlars a la construcció de 1.670 edificis de biblioteques públiques als Estats Units. A més, Carnegie va finançar la construcció de més de 100 biblioteques acadèmiques als Estats Units.
El 1997, Bill i Melinda Gates van treballar en la seva primera gran empresa filantròpica anomenada Programa de la Biblioteca dels Estats Units. El programa va proporcionar subvencions a "més de 5.800 biblioteques als Estats Units, va instal·lar més de 25.000 ordinadors i va formar 7.000 bibliotecaris". En proporcionar subvencions, el Programa de Biblioteques dels EUA ha "augmentat l'accés públic a la informàtica, Internet i informació digital per als usuaris de les biblioteques de comunitats amb pocs ingressos".

### Biblioteques i societats literàries afroamericanes
La història dels afroamericans i les biblioteques dels Estats Units és una història amb un ric patrimoni. La primera biblioteca creada per i per als afroamericans als Estats Units va ser la Philadelphia Library Company of Colored Persons. El 1838, la seva col·lecció incloïa 600 volums, així com fulletons i mapes. Els membres podien llegir de forma independent o seguir un curs d'estudi programat.
El segle xix va ser un moment fructífer per a les societats literàries afroamericanes. A més d’un espai creador d’una tradició literària negra, aquestes societats proporcionaven biblioteques als seus membres, sovint mitjançant subscripcions. Van ser un començament important en l'accés a les biblioteques dels afroamericans als Estats Units quan van ser exclosos de societats literàries blanques més grans. Les societats literàries afroamericanes incloïen la Bethel Literary and Historical Society, la Philadelphia Library Company of Colored Persons ja esmentada. Altres societats que van tenir un paper important en la història de les biblioteques van incloure el Banneker Institute de la ciutat de Filadèlfia que va començar el 1854 i, en tres anys, tenia una biblioteca que es comparava amb la de la Philadelphia Library Company of Colored Persons, que el 1841 va registrar una col·lecció de gairebé 600 llibres. També hi va haver societats literàries creades específicament per i per a dones negres, com l'Associació Literària Femenina, que va començar a Filadèlfia el 1831 i va incloure el paper d'una bibliotecària en la seva constitució, que "tindria el càrrec de tots els llibres de l'Associació i després a cada reunió, tingueu cura que es col·loquin a la Biblioteca”. Bona part de la literatura se centra a Filadèlfia aparentment a causa de les moltes societats literàries que s'hi troben i de la documentació que se n’ha conservat, però n’hi havia moltes a tot el país. La Phoenix Society va ser una d’aquestes societats, que va començar a Nova York el 1833, amb un dels objectius fundacionals d’establir biblioteques en circulació... per a l’ús de gent de color amb una remuneració molt moderada”; al cap de vuit mesos de la seva creació, el desembre de 1833, havien aconseguit obrir una biblioteca i una sala de lectura.
La filantropia d'Andrew Carnegie va tenir un enorme impacte en la capacitat de les "Colored Library Associations" de tenir accés al finançament per construir biblioteques a les seves comunitats i per a elles. Al sud, "els afroamericans que vivien en ciutats com Charlotte, Carolina del Nord i Houston fins i tot tenien accés a biblioteques públiques negres que tenien govern independent". La primera biblioteca pública per als afroamericans del sud finançada per la Carnegie Corporation va ser la Western Colored Branch de Louisville, Kentucky, el 1908. Diversos anys després, el 1914, encapçalat pel reconegut educador negre Albert Mayzeek, l'East Colored Branch va obrir en una instal·lació finançada per Carnegie. A Houston, el 1909 es va establir una biblioteca dins d’una escola, i més tard es va traslladar a un nou edifici el 1913 amb l'ajut de Carnegie Corporation Funds. Gràcies al suport de Carnegie i la seva corporació, moltes ciutats van poder construir i mantenir biblioteques afroamericanes.
El doctor William Edward Burghardt Du Bois també va atribuir el moviment de les biblioteques negres al "desig natural (de la raça) de llibres".
Un altre finançador per a la creació de biblioteques, especialment a les comunitats afroamericanes del sud, va ser la Works Progress Administration (WPA). El WPA formava part del "New Deal" creat pel president Franklin D. Roosevelt i la seva administració. El " New Deal " tenia per objectiu impulsar i invertir en l'economia i la infraestructura nord-americana que va ser devastada per la Gran Depressió. Els serveis i l'accés als fons s'havien de distribuir a totes les àrees, però sobretot les regions més afectades, com ara el sud. El Sud havia estat devastat per la Gran Depressió i les divisions racials van agreujar les condicions econòmiques. Com que gairebé dos terços de la població del sud eren afroamericans, era imprescindible que tothom tingués accés als recursos proporcionats a través del WPA. El 1935, la WPA va crear el projecte de demostració de la biblioteca. El projecte es va crear per fomentar el desenvolupament de biblioteques en zones desateses i per impulsar l’ocupació. Amb l'ajut de la WPA, els afroamericans van tenir més accés a les biblioteques i a l'ocupació. Per exemple, el 1933 Carolina del Sud tenia cinquanta-sis biblioteques públiques i només quatre proporcionaven serveis a la comunitat afroamericana. Fins i tot amb les biblioteques privades plenes de donacions, només el 15 per cent de la comunitat afroamericana a Carolina del Sud tenia accés als serveis i materials de les biblioteques. El 1937, la WPA havia establert una biblioteca mòbil per a la comunitat afroamericana a Carolina del Sud. L'any 1939, la WPA va finançar vint-i-nou biblioteques segregades, la majoria de les quals ocupaven membres de la comunitat afroamericana. Tot i que no es determina quantes biblioteques es van construir per servir les comunitats afroamericanes a través de la WPA, la WPA va construir i renovar almenys 1.000 biblioteques. Aquests números no inclouen el finançament, els serveis i l'assistència que el programa proporciona a les biblioteques existents.

### Sud-àfrica
A partir del 1910, les biblioteques públiques de Sud-àfrica van guanyar importància per als colons anglesos del país. Durant la Primera Guerra Mundial, Sud-àfrica tenia un total de setanta-una biblioteques de subscripció, totes governades pel govern anglès. Els afrikaners tenien menys biblioteques en aquell moment, només set.
El 1928, dos bibliotecaris van ser nomenats per la Carnegie Corporation a Nova York per examinar els recursos de les biblioteques a Sud-àfrica. Les seves dues principals preocupacions eren la manca d’ús bibliotecari per part dels afrikaners i la creació de subministraments bibliotecaris i serveis bibliotecaris escolars per als no blancs, amb la recomanació que no compartissin els mateixos edificis que els patrons blancs.
Durant els anys de l'apartheid (1948-1994), biblioteques progressistes com la Biblioteca de Durban, van obrir sucursals a comunitats índies i de colors, malgrat la pressió del govern per no fer-ho. Els anys de l'apartheid van començar amb el Congrés de l'Índia Natal, fundat per Gandhi, que va demanar a l'Ajuntament de Durban que posés fi a la restricció dels no europeus obrint la biblioteca a totes les seccions de la comunitat. La pressió exercida per l'ajuntament pel Congrés de l'Índia de Natal va obligar el consistori a iniciar un servei itinerant per a patrons no europeus.
Durant l'apartheid, el govern africà va aprovar diverses mesures legislatives discriminatòries, inclosa la Llei de serveis separats de 1953, que va obligar els ajuntaments a proporcionar serveis i serveis separats per a cada carrera. Si els ajuntaments no van poder proporcionar aquestes comoditats i serveis a totes les races, es van centrar únicament en els blancs. Durant aquest temps, el govern sud-africà es va fer responsable de les provisions de les biblioteques negres, mentre que les províncies es van fer responsables de les provisions de les biblioteques de colors, índies i blanques, fet que va trigar dos anys a descobrir-se a l'Associació Sud-africana de Biblioteques.

### Catalunya
L'any 1918 Eugeni d’Ors va dissenyar un projecte de biblioteca del tot innovadora a l'Estat espanyol, era el model de biblioteca popular que a Gran Bretanya i als Estats Units havia sorgit i s'havia desenvolupat a la segona meitat del segle xix.
Ben aviat les biblioteques de la Mancomunitat varen anar introduint nous serveis i canvis tècnics i d'imatge; la breu interrupció de la Dictadura de Primo de Rivera, durant la qual, per primera vegada, les biblioteques foren assumides per les respectives Diputacions provincials, no frenà l'evolució de les biblioteques populars que, amb la Generalitat republicana, assoliren el nivell de les biblioteques públiques més modernes i dinàmiques de la primera meitat del segle xx. La dictadura franquista no va permetre que seguissin l'evolució tan significativa que experimentaren aquestes institucions arreu després de la Segona Guerra Mundial.La biblioteca dels anys 60, la que recull el Manifest de la Unesco de 1972, arribà amb timidesa a partir de la democràcia, i és la nostra biblioteca pública dels anys 80.
Actualment, a Catalunya existeixen 350 biblioteques públiques, de les quals onze són bibliobusos que donen servei en municipis de menys de tres mil habitants. L'any 2015 va ser declarat «Any de les Biblioteques» i la Generalitat va donar particular suport a les biblioteques públiques de municipis de menys de 5.000 habitants. Se'n van beneficiar 160 equipaments que es podran afegir als 380 que a hores d'ara ja treballen en xarxa. Es va iniciar un catàleg únic i un carnet unificat que permetia als usuaris de consultar obres a qualsevol biblioteca sigui quin sigui el municipi on estiguin donats d'alta.

## Segle XX
Al segle xx, moltes biblioteques públiques es van construir en diferents estils d’arquitectura modernista, algunes més funcionals, altres més representatives. Per a molts d’aquests edificis, la qualitat dels espais interiors, la seva il·luminació i atmosfera, era cada vegada més significativa que el disseny de façanes de l'edifici de la biblioteca. Arquitectes modernistes com Alvar Aalto posen molt d’èmfasi en la comoditat i la facilitat d’ús dels espais de la biblioteca. La Biblioteca Municipal que va construir el 1958–62 per a la ciutat alemanya de Wolfsburg presenta una gran sala central per a la qual va utilitzar una sèrie de claraboies especialment dissenyades per aportar llum natural, tot i que totes les parets estan cobertes de llibres.

## Segle XXI
Al segle xxi, les biblioteques continuen canviant i evolucionant per adaptar-se a les noves tendències que impliquen la forma en què els clients consumeixen llibres i altres suports. Més que mai, la biblioteca del segle XXI és la biblioteca digital. El 2017, el 100% de les biblioteques dels Estats Units oferia accés a Internet i el 90% ajudava amb habilitats d’internet. Els bibliotecaris es van fer cada vegada més responsables de les col·leccions tant físiques com digitals. Una col·lecció digital pot incloure fonts creades i distribuïdes digitalment i documents físics escanejats i proporcionats en format digital. Amb un augment de la demanda de recursos digitals, els sistemes de biblioteques de tot el món han ampliat la seva difusió. Impulsat per aplicacions de lectura de llibres electrònics que classifiquen el contingut en funció de diferents agrupacions populars, clubs de llibres digitals, revistes digitals i targetes de biblioteca digital de fàcil accés per a llibres electrònics i audiollibres, l'ús de llibres electrònics i audiollibres a les biblioteques a tot el món ha assolit un rècord amb 326 milions de préstecs al final del 2018. Entre les biblioteques que lideren el subministrament de llibres digitals hi ha la Biblioteca Pública de Toronto, que va obtenir el rècord de préstecs digitals el 2019 amb 6,6 milions, i el National Library Board de Singapur, que va ampliar la seva col·lecció digital i va aconseguir 4,2 milions de préstecs digitals el 2019.
Les biblioteques digitals comporten tot un seguit de nous reptes, com ara: com es distribueixen els recursos als clients, si es necessita o no autenticació i la compatibilitat del maquinari o programari del client. Inicialment es van enfrontar a dificultats per integrar-se a les biblioteques perquè hi havia la por a la pèrdua de comunitat afegint llibres electrònics i altres tecnologies als espais públics; tanmateix, a mesura que continuava la necessitat creixent de tecnologia, també va continuar la idea de fusionar llibres electrònics en el sistema actual d'una biblioteca. Es va comprovar que l'addició d’aquestes tecnologies i d'altres, com els ordinadors, augmentava el sentit de la comunitat, ja que la gent utilitzava les biblioteques amb més freqüència per accedir a aquestes fonts. La necessitat de negociar les taxes de llicència per a llibres electrònics a un ritme inferior a les llicències perpètues estàndard previstes per als textos impresos presentava un altre repte, però els editors van començar a passar a llicències temporals o mesurades per proporcionar a les biblioteques una opció de llicència més barata.
Altres recursos digitals atrauen els usuaris a les biblioteques amb finalitats diferents dels llibres, especialment aquells desenvolupats com a part del moviment Maker, inclosos Makerspaces (també coneguts com Hackerspaces), una nova tendència dissenyada per fomentar la creativitat i proporcionar un espai perquè els usuaris de la biblioteca puguin jugar, inventar i socialitzar. Makerspaces compta amb mitjans d'alta i baixa tecnologia, tot i que molts se centren en la tecnologia avançada, com ara la impressió 3D o la realitat virtual, i els fan accessibles per als usuaris que normalment no hi tenen accés. Molts també poden comptar amb estudis de gravació de vídeo i àudio, amb equips avançats per ajudar els usuaris a editar les seves creacions.
Un desafiament que solen afrontar les biblioteques del segle XXI són les retallades pressupostàries, que obliguen els bibliotecaris a ser més eficients en la gestió dels seus fons i més vocals en la defensa de les seves biblioteques. L'American Library Association manté una pàgina web sobre la navegació per un any pressupostari difícil. Tot i això, estan trobant maneres d’adaptar-se a les necessitats de la gent, com ara proporcionar serveis digitals als clients de casa i crear llocs més fàcils d’utilitzar.
La pandèmia COVID-19 del 2019-21 va canviar encara més el funcionament de les biblioteques. Les biblioteques de tot el món es van enfrontar a decisions difícils sobre quins serveis oferir i quins serveis tancar durant un temps limitat. La majoria de les biblioteques van recórrer només a recursos en línia com el préstec de llibres electrònics i altres serveis digitals. Aquestes decisions depenien de les sancions governamentals, dels directors de biblioteques o d'altres parts encarregades de com volien procedir. Les operacions de la biblioteca durant aquest temps es van endarrerir, ja que se sospitava la contaminació del virus per préstec i devolució de llibres. En alguns casos, les devolucions de llibres tenien un període de devolució més llarg o es mantenien en quarantena de llibres abans de ser processades pel personal.
EBiblio
L' eBiblio és un servei que fa possible el préstec de continguts digitals a tots els usuaris amb carnet de les biblioteques públiques de l'Estat espanyol. Es pot accedir a aquests continguts a través de diferents dispositius: ordinadors personals, lectors de llibres electrònics, tauletes o telèfons intel·ligents. El servei l'ha promogut el Ministeri d'Educació, Cultura i Esports d'Espanya en col·laboració amb les comunitats autònomes i ofereix obres de ficció i de no ficció tant per a públic infantil com adult.